# فلسفه دوران باستان
فلسفهٔ دوران باستان اَشکال ابتداییِ تفکر فلسفی برای نخستین بار در دوران باستان در جامعهٔ برده‌داری پدید آمد. فلسفهٔ باستان ویژگی‌های بارزی دارد که بعدها در فلسفهٔ مدرنِ غرب بروز می‌کند. در دوران باستان فلسفه بر علم متکی نبود و نارس بود؛ زیرا که بر همان سطح رشدی که جامعه به آن رسیده بود و بر شناسایی‌های سطحی و ابتدایی آن دوران تکیه داشت و بنابراین نمی‌توانست علمی باشد. پیش از فلسفه، ادیان مختلفی بودند که به تمام پرسش‌های مردم جواب می‌دادند. این پاسخ‌ها و توضیحات دینی سینه به سینه و نسل به نسل انتقال و جریان می‌یافت. انسان صبحدم تاریخ سعی می‌کند با اسطوره به مسئله زندگی، مسئله تقدیر، مسئله گذشته و آینده اش پاسخ دهد. اسطوره در اصل داستانی دربارهٔ خدایان است و توضیح می‌دهد که چرا زندگی به این شکلی است که هست؛ و موضوع اساسی همه اساطیر نبرد میان نیروهای نیک با نیروهای بد است. در طی هزاران سال توضیحات اسطوره‌ای در تار و پود پرسش‌های فلسفی ریشه دوانده بود. فلاسفه یونانی می‌خواستند ثابت کنند که این توضیحات معتبر نیستند و انسان نمی‌تواند به آن‌ها اعتماد داشته باشد.
دانشمندان اغلب اسطوره را به عنوان کوشش هائی ابتدائی برای توضیح پدیده‌های طبیعت و کوتاه سخن، به عنوان یک دانش بدوی تلقی می‌کنند. فیلسوفان و الهیون گرایش دارند که اسطوره را یک فلسفه یا دین بدوی بدانند. مورخین و کسانی که نگرش تاریخی دارند داستان‌های اسطوره‌ای را رسوباتِ وقایع تاریخی نیمه فراموش شده‌ای می‌دانند که به این صورت در ذهن یک قوم باقی مانده‌است. انسان شناسان و جامعه شناسان معتقدند که اسطوره تغییراتی را که در ساختار اجتماعی رخ داده‌است توصیف می‌کنند. در نظر هنرمندان و شاعران، اسطوره گنجینه‌ای از تصاویر ذهنی است که باید در هنر و کار خود به کار گیرند.
برای اینکه بتوان نظریات نخستین فلاسفه را درک کرد، باید مفهوم تصور اسطوره‌ای از جهان دریابیم. در گذشته‌ها باور بر این بود که زمین بر بالای شاخ گاو و گاو بر پشت ماهی و ماهی در آب قرار دارد. علت زمین لرزه اینست که گاو، زمین را از یک شاخ به شاخ دیگر خود می‌گذارد. داستان‌های اسطوره‌ای، پیش از تردید و انتقاد فلاسفه در تمامی دنیا وجود داشته‌است. حتی در یونان نیز قبل از این که نخستین فلاسفه ظهور کنند، تصویری اسطوره‌ای از جهان وجود داشته‌است. در طول قرن‌های متمادی، داستان خدایان از نسلی به نسل بعد انتقال یافته بود. این خدایان را در یونان زئوس، آپولون، هرا، آتنه، دیونیسوس، اسقلبیوس، هرکول و هفائستوس می‌نامیدند.
حدود ۷۰۰ سال پیش از میلاد هومر و هسیود بخش اعظم گنجینه اساطیری یونان را نقل کردند. این کار موقعیت جدیدی به وجود آورد. ثبت داستان‌های اساطیری باعث شد تا بحث دربارهٔ آن‌ها آغاز شود. نخستین فیلسوفان یونانی، از خدایانی که هومر معرفی کرده بود، انتقاد کردند، زیرا این خدایان بیش از حد شبیه به آدمیان بودند. واقعاً هم آن خدایان مانند ما خودخواه و غیرقابل اعتماد بودند. برای اولین بار در تاریخ بشر گفته شد که شاید این اسطوره‌ها چیزی جز تصورات آدمیان نباشد.
فلسفه شکل جدیدی از تفکر است، برای کشف حقیقت که در یونان حدود ۶۰۰ سال قبل از میلاد آغاز شد. نمونه‌ای از این‌گونه انتقادها نسبت به اساطیر را می‌توان در آثار  کسنوفانس  دید. او که حدود سال ۵۷۰ پیش از میلاد متولد شده بود معتقد بود که انسان خدایان خود را با الگو گرفتن ازخود آفریده‌است:
«آنها می‌میرند، زاده می‌شوند، لباس می‌پوشند، حرف می‌زنند و قیافه‌ای شبیه به آدمیان دارند… حبشی‌ها خدایان خود را سیاه‌پوست با بینی پهن تصور می‌کنند، مردم تراکیا خدایانشان را چشم آبی و سرخ موی می‌دانند… اگر گاو، اسب و شیر دست می‌داشتند و می‌توانستند نقاشی کنند و مانند مردمان کار انجام دهند، اسب خدایانشان را شبیه به اسب و گاو شبیه گاو می‌کشیدند و پیکر آنان را همانند شکلی که خود دارند.»
یونانیان در این ایام حکومت‌های متعددی در یونان و مستعمرات خود در جنوب ایتالیا و آسیای صغیر به وجود آوردند. در این حکومت‌ها کارهای شاق بر عهده برده‌ها بود و بقیه مردم که آزاد بودند به سیاست یا فرهنگ می‌پرداختند. تحت این شرایط زندگی، اندیشه آدمی جهشی یافت؛ به این معنی که هر فرد می‌توانست برای خود این سؤال را مطرح کند که جامعه چگونه باید سازمان یابد. از این طریق، افراد می‌توانستند بدون آن که به اسطوره‌ها متوسل شوند، سوالات فلسفی مطرح کنند. در آن ایام روش تفکر اساطیری به تفکری مبدل شد که بر پایه عقل و تجربه قرار داشت. هدف نخستین فیلسوفان یونانی این بود که برای آنچه را در طبیعت روی می‌داد، توضیحی طبیعی بیابند.

## دوره‌بندی
ترنس اروین کتاب خود در مورد تاریخ فلسفه این دوره را در قالب دوره‌ای ۱۱۰۰ ساله از هومر تا آگوستین قدیس نوشته است. از دید او انتخاب آغاز این دوره کار سختی نیست چرا که سروده‌های هومر اولین آثار ادبیات یونان باستان هستند و تاثیر عمیقی بر اندیشه‌ی پس از خودشان گذاشتند. از دید او انتخاب زمانی برا پایان این دوره از تاریخ فلسفه کار دشواری است. مرگ آگوستین را می‌توان پایانی برای این دوره در نظر گرفت. آگوستین در ۴۳۰ میلادی درگذشت. در این زمان امپراتوری روم غربی فروپاشید و سنت باستانی فلسفه در ولایت‌های عرب‌زبان و روم شرقی قبل از آن که مجدداً به امپراتوری معرفی شود به حیات خود ادامه داد.

### فلسفهٔ نظری
در اولین گام طبیعت‌گرایان فلسفه را طی نظام‌های نظری بسط و گسترش دادند. بسیاری از آنان نظراتی عام در مورد طبیعت و منشاء جهان عنوان کردند. آنها گاهی به اسطوره‌های خدایان اشاره می‌کردند و گاهی به نظر دانشمندان طبیعی ابتدایی‌ای بودند.

### فلسفه انتقادی
فلسفه سقراط، افلاطون و ارسطو متمایز از اساطیر و علوم تجربی بود و مبانی معرف و اخلاقیات را مورد بررسی قرار می‌داد.

### فلسفه نظام‌مند
در این دوره فلاسفهٔ اپیکوری و رواقی تلاش کردند با استفاده از یافته‌های پیشینیانشان به نحو آگاهانه نظام‌های فلسفی یک‌پارچه‌ای بسازند و بر پایهٔ این نظام‌ها مسائل معرفتی، طبیعی و اخلاقی را به فهم دربیاورند.

### فلسفه متعالی
فیلسوفان در دوران باستان متاخر به افلاطون‌گرایی روی آوردند و تلاششان برای فهم حقیقت از امور مشاهده‌پذیر به امور مشاهده ناپذیر تغییر یافت.

## فلاسفه طبیعت‌گرا
معمولاً نخستین فلاسفه یونان را "طبیعت گراً می‌دانند، زیرا آن‌ها بیش ازهمه به طبیعت و رویدادهای طبیعی توجه داشته‌اند.
فلاسفه به چشم خود می‌دیدند که تغییراتی در طبیعت صورت می‌پذیرد. اما این تغییرات چگونه امکان‌پذیر بود؟ چگونه می‌شد تبدیل ماده‌ای را به ماده دیگر توجیه کرد؟
نخستین فیلسوفان یونانی همگی بر این اعتقاد بودند که باید ماده اولیه مشخصی موجب تمامی این تغییرات شده باشد. اینکه آن‌ها چگونه به این نتیجه رسیده بودند، به سادگی قابل طرح نیست. ما فقط می‌دانیم که این اعتقاد بر پایه یک تصور قرار داشت.
برای آن‌ها این تصور مطرح بود که ماده‌ای اولیه باید وجود می‌داشته که بر اثر آن تغییرات طبیعی صورت پذیرد. امروزه مشخص است که نخستین فیلسوفان به دنبال تغییرات ظاهری بوده‌اند. آن‌ها سعی داشتند تا به قوانین جاودانه طبیعت دست یابند. خواست آن‌ها این بود که بدون توسل به داستان‌های اساطیری رویدادهای طبیعت را دریابند و آنچه را در طبیعت رخ می‌داد از طریق طبیعت توضیح دهند. این روش با آنچه رعد و برق و زمستان و بهار را نتیجه کار خدایان می‌دانست، کاملاً تفاوت داشت.
با این روش جدید، فلسفه خود را از باورهای مذهبی آن ایام رها ساخت. بنابراین می‌توان گفت که فلاسفه طبیعت‌گرا نخستین گام را در راه تفکر علمی برداشتند و زمینه مساعدی را برای تحقیق در علوم طبیعی به وجود آردند.
بخش عمده آثار فیلسوفان طبیعت‌گرا از میان رفته‌است. آنچه امروز از اندیشه‌های نخستین فیلسوفان یونان در اختیار است، به گزارش‌هایی محدود می‌شود که ارسطو در نوشته‌هایش آورده‌است. ارسطو حدود ۲۰۰ سال پس از نخستین فیلسوفان یونان می‌زیسته‌است. او در نوشته‌هایش فقط به نتایج اندیشه‌های این فیلسوفان اشاره‌هایی دارد.
اولین نسل فیلسوفان را از ملط می‌دانند. ملط یا میلتوس که شهر کوچکی در ترکیه می‌باشد در قرون هفتم و ششم پیش از میلاد مهم‌ترین شهر ایونی به حساب می‌آمد. بندرگاه‌های این شهر پذیرای کشتی‌هایی بود که پیوسته دررفت‌وآمد بودند و هرگونه محصولی را حمل می‌کردند. به این جهت، روح اهالی ملطیه مثل هر جای دیگری که کار تجارت در آن پر رونق باشد کمی از مذهب فاصله گرفته بود و می‌توانست با پشتکار بیشتری فعالیت‌های علمی و عقلی را دنبال کند.

### تالس
نخستین فیلسوفی که در شهر ملطیه شناخته شد، تالس (۶۲۴–۵۴۶ ق. م. نام داشت. تالس بیشتر عمر خود را در سفر بود. در بارهٔ وی گفته‌اند که او در سفری به مصر ارتفاع هرمی را با اندازه گرفتن سایه آن به دست آورد. او زمانی از روز به این کار دست زد که طول سایهٔ خودش درست به اندازهٔ قدش بود. تالس در سال ۵۸۵ قبل میلاد وقوع کسوفی را نیز پیش‌بینی کرده بود.
گروهی معتقدند که تالس ستارهٔ دب اصغر را کشف کرده و گروهی نیز معتقدند وی اهمیت این ستاره را در کشتیرانی شناخته‌است. در ریاضی قضیهٔ تالس را به وی نسبت می‌دهند و از نظرات وی می‌توان به این قضیهٔ مشهور اشاره کرد که: دو مثلث در صورتی مساوی هستند که یک ضلع و دو زاویه آن‌ها با هم مساوی باشد؛ که البته گروهی اعتقاد به این دارند که این قضیه توسط افراد دیگری مطرح شده و برای این‌که نظرشان مقبولیت پیدا کند به نام این فیلسوف مطرح کرده‌اند.
برتراند راسل درکتاب تاریخ فلسفه خود عنوان می‌کند: فلسفه به عنوان چیزی متمایز از الهیات در قرن ششم قبل از میلاد آغاز شد. برویت اسناد آغازگر فلسفه تالس بود. هنر تالس این بود که کلمهٔ «چه؟» را به جای کلمهٔ «که؟» گذاشت. تالس همچون متفکران پیشین یا دقیق‌تر بگوییم همچون متدینان گذشته نپرسید که: جهان از «که» یا بوسیلهٔ چه کسی ساخته شده‌است، بلکه سؤال را به‌شکل کاملاً تازه‌ای مطرح کرد. پرسید: جهان از «چه» ساخته شده‌است؟ یعنی تالس تفسیر اسطوره شناختی کهن را در باب پیدایی جهان، رها کرد و کوشید تا با تفکر عقلی به توصیف طبیعت بپردازد و پیدایی جهان را تبیین کند. اگر سؤال را به شکل اول مطرح کنیم، سرانجام در پاسخ خود، خدایانی را می‌یابیم که جهان را آفریده‌اند و این جوابی است دینی بر بنیاد افسانه‌های آفرینش و نه فلسفی. اما جواب این پرسش که جهان از چه ساخته شده‌است؟ جوابی علمی و فلسفی است و اولین کسی که سؤال را بدین شکل مطرح کرد تالس متفکر قرن ششم قبل از میلاد بود.
از مشخصات افکار او این است که بدنبال یک اصل نخستین به نام آرخه (یا عنصر اولیه پیدایش جهان) است که آغاز پدیده‌های این جهانی است.
تالس آب را ماده اولیه همه چیز می‌دانست. ما دقیقاً نمی‌دانیم که منظور وی چه بوده‌است. شاید او بر این اعتقاد بوده باشد که همه چیز از آب پدید آمده‌است و دوباره به آب مبدل می‌شود.
چون وی در شهر «ملیطه» زندگی می‌کرده که شهری جزیره شکل بوده و آب برای اهل آن اهمیت زیادی داشته‌است وهم زمانی که تالس در مصر به سر می‌برد، یقیناً به حاصلخیزی مزارع بعد از طغیان و فرونشستن آب رودخانهٔ نیل توجه داشته و دیده‌است که چگونه پس از هر بارندگی بقه‌ها و کرم‌ها پیدا می‌شده‌اند. علاوه بر این شاید تالس دربارهٔ تبدیل آب به یخ و بخار و تبدیل دوبارهٔ آن‌ها به آب نیز فکر کرده باشد.
گروهی این تفکر وی را متأثر از تفکر بابلیان می‌دانند زیرا آن‌ها معتقد بودند که «آبسو» نمایندهٔ آب‌های شیرین و «تی‌امت» نمایندهٔ آب‌های شور است. وی تحت تأثیر این اندیشه منشأ پیدایش پدیده‌های جهانی را آب می‌داند.
از طرفی علل گرایش وی به این تفکر را می‌توان چنین عنوان کرد که چون آب شکل معین و مشخصی ندارد و هر شکلی را می‌تواند بپذیرد به همین دلیل، وی را به تفکر در آب وامی‌دارد و این‌که آب ماهٔ زندگی است و باز همین سیلان و حرکتی که در آب است ذهن وی را به آب جلب می‌کند و نیز ظواهر هستی همه از این خصوصیت برخوردار هستند.
هنری که تالس انجام داده یکی یافتن وحدت در میان کثرت، و دیگری روی آوردن به واقع گرایی و برانداختن افسانه‌ها و اسطوره‌های دینی است که شاعران برای مردم در تحلیل جهان ترسیم می‌نمودند و مردم نیز به آن‌ها معتقد بودند.
تالس به روح معتقد است اما نه به عنوان امری مجرد، بلکه به عنوان نیروی حرکت دهنده و جنبانندهٔ اشیا. وی روح را نیز خدا می‌داند
سر انجام تالس به این نتیجه رسید که «همه چیز پر از خدایان است». تالس تصور می‌کرد که جهان مملو از نیروهای محرک نامرئی است. مسلماً منظور او از خدایان نیز همین نیروهای محرک بوده‌است و به خدایان سروده‌های هومر، ارتباطی ندارد.

### آناکسیماندروس
آناکسیماندروس (۶۱۰–۵۴۷ ق. م) فیلسوف دیگریست که در شهر ملطیه زندگی می‌کرده و اعتقاد داشته‌است که جهان ما تنها یکی از جهان‌های بی‌شمار است و این جهان‌های بی‌شمار از ماده‌ای جاویدان پدید آمده‌اند و به آن بازمی‌گردند. مشکل است بتوان دقیقاً منظور او را از مادهٔ جاویدان درک کرد؛ اما مسلم است که وی برخلاف تالس به ماده‌ای مشخص اشاره ندارد.
شاید منظور او این باشد که آنچه به وجود آمده‌است باید متفاوت یا به وجود آورنده اش باشد و چون هر چه به وجود بیاید، فانی است پس باید به وجود آورنده اش جاویدان باشد تا همه چیز بتواند از آن پدید آید و به آن بازگردد. بدین ترتیب روشن است که ممکن نیست این مادهٔ اولیه همین آب معمولی بوده باشد.
بله، اولین سؤال مهم فلسفه این است که این عالم از چه به وجود آمده‌است؟ از چه ساخته شده‌است؟......
آناکسیماندروس برای نخستین بار در ایونیا و یونان اندیشه‌های فلسفی خود را در کتابی بنام"در بارهٔ طبیعت" به نثر نوشته‌است. اختراع ساعت آفتابی یا شاخص (gnomon) را به او نسبت می‌دهند هر چند گفته شده‌است که در میان بابلیان رواج داشته و آناکسیماندروس از آن‌ها گرفته‌است. برای اولین بار نقشه‌ای جغرافیایی ترسیم کرده و در بارهٔ زمین معتقد بود که" زمین ستونی استوانه‌ای شکل است که هوا آن را احاطه کرده‌است و به‌طور عمودی در مرکز گیتی بدون تکیه گاهی که بر آن مستقر شود شناور است، مع‌هذا نمی‌افتد زیرا به علت واقع شدن در مرکز، خط سیر مرجحی ندارد که به طرف آن متمایل گردد." (خوابگردها، آرتور کستلر، منوچهر روحانی، ص ۸) لذا برخلاف آنچه که براساس اسطوره معتقد بودند زمین " نه بر پایه‌ای استوار قرار دارد و نه چون درختی است سر به هوا برافراشته با ریشه‌های نا مرئی در ژرفای بی پایان، بلکه در فضا معلق است .(پایدیا، ورنر یگر، جلد یک ص ۲۳۰)و گنبد مرئی آسمان نیمی از گوی کاملی است که زمین در مرکز آن قرار دارد. و" خورشید پس از آنکه گردش روزانه خود را در بالای زمین به انجام رساند شب در زیر زمین به گردش ادامه می‌دهد و صبحدم دو باره به نقطه‌ای می‌رسد که حرکت را از آن آغاز کرده‌است. بنابراین کیهان نیمکره نیست بلکه کره‌ای کامل است و زمین در مرکز آن قرار دارد. " (همان ص ۲۲۴) و آن طوری‌که در نظام‌های کهن گفته شده‌است خورشید لبه جهان را دور می‌زند " خورشید فقط حفره‌ای است که در حاشیه چرخی عظیم‌الجثه قرار دارد. این حاشیه مملو از آتش است و همچنانکه این حاشیه به دور زمین می‌چرخد حفره‌ای هم که در آن وجود دارد به همین طریق می‌چرخد. " (خوابگردها ص ۸) حال اگر این حفره‌ها بسته شوند یا جلوی این حفره‌ها به وسیله چیزی گرفته شود خسوف یا کسوف روی می‌دهد. پس با این تصویری که آناکسیماندروس ارائه می‌دهد زمین در مرکز قرار دارد و خورشید و دیگر سیارات به دور او می‌چرخند.

#### چگونه جهان این‌گونه شکل یافته‌است
آنچه که در آناکسیماندروس جالب توجه است اینکه او این چگونگی تشکیل جهان را بیان می‌کند. " وقتی اشیاء از هم جدا شدند، جهانی که ما آن را می‌شناسیم به وسیله یک حرکت چرخنده گردبادی شکل گرفته‌است، به این معنی که عناصر سنگین تر، خاک و آب، در مرکز گرد باد باقی‌ماندند، آتش به سوی محیط رانده شد و هوا در وسط باقی می‌ماند. زمین همچون یک قرص نیست بلکه استوانه کوتاهی است " (تاریخ فلسفه، کاپلستون، ص ۳۵)
او معتقد بود که "قبل از این دنیای ما، تعدادی نامتناهی از دنیاهای دیگر موجود بوده‌است؛ که دوباره منحل شده و به صورت توده بی نظمی درآمده‌اند " (خوابگردها، ص ۸) ظاهراً این اندیشه ریشه در تفکر هسیود دارد. هسیود می‌گفت " در آغاز تمامی عالم هستی بی نظم و درهم (کائوس) بود (متفکران یونانی، تئودور گمپرتس، جلد یک، ص ۷۱)
دربارهٔ منشأ حیات آناکسیماندروس معتقد بود که حیات از دریا ناشی شده‌است، و جانداران از رطوبت پدید آمده‌اند، و انسان در آغاز ماهی بوده‌است. اما چرا انسان از حیوانات دیگر به وجود آمده‌است. به نظر او چون نوزاد انسان در کودکی نمی‌تواند از خود نگهداری کند و بیش از هر حیوان دیگری به مواظبت احتیاج دارد؛ و " ممکن نیست در تنهایی – لااقل از طریق طبیعی – به زندگی ادامه دهد، او را مانع شده‌است از اینکه به پیروی از اسطوره آدمی را برآمده از زمین بپندارد."(متفکران یونانی ص ۷۳)
اما چرا نمی‌توان مادةالمواد جهان را آب یا هر عنصر دیگری دانست و چرا آناکسیماندروس نظر استاد خود تالس را نپذیرفت. آناکسیماندروس مراد تالس از آب را همین آب متعارف و" اصل همه اشیاء "را،" مایه همه چیز هاً گرفته‌است از نظر آناکسیماندروس آب نمی‌توانست مادةالمواد باشد چون خودش برای پیدایش احتیاج به گرما دارد. یعنی اگر جسم جامدی بخواهد ذوب شود یا مایعی به بخار تبدیل شود باید حرارت ببیند، پس آن دو عنصر "سرد "و "گرم " باید از مادةالمواد دیگری از طریق جدایش به وجود آمده باشند. از نظر او چون ضدها آشتی ناپذیر هستند اگر یکی اصل قرار گیرد لاجرم بر عناصر دیگر چیره خواهد شد. یعنی همه جهان می‌بایست به آب تبدیل می‌شد. همه مواد و صورت‌های مادی که از یکدیگر پدید می‌آیند. " به نظر آناکسیماندروس به یک معنی ارزش مساوی دارند و هیچ‌یک بر دیگری مرجح نیست و از این رو لااقل هیچ‌یک را نمی‌توان مبدأ و مولد دیگران دانست. " (متفکران یونانی ص ۷۱) این عنصر مقدم بر اضداد است، اضداد از آن به وجود می‌آیند و به آن منحل می‌شوند. " این خمیرمایه خود خصوصیات اشیاء عادی را ندارد. (تخته سنگها، رودخانه‌ها و از این قبیل) یا حتی خصوصیات مقومات آن‌ها را (خاک، آب، و از این قبیل)، بلکه اساس همهٔ اینها در آن قرار دارد. " (تفکر در عهد باستان، ترنس اروین، محمد سعید حنایی کاشانی، ص ۴۲) پس آن عنصر نخستین یا اصل نخستین چیست؟ از نظر او مادةالمواد چیزی است که دو خاصیت دارد ۱- عدم تعین ۲- عدم تناهی. سیمپلیکوس به نقل از تئوفراستوس می‌نویسد. " (اصل نخستین و عنصر همهٔ هستنده‌ها مادهٔ نامحدود آپایرون بوده‌است … این نه آب است و نه هیچ‌یک از به اصطلاح عناصر دیگر، بلکه طبیعت نا محدود دیگری است که از آن، همهٔ آسمانها و همهٔ جهانهایی که در آنند، پدید می‌آیند، آنچه که چیزیها از آن پدید می‌آیند، همان است که بار دیگر در آن، بنا بر ضرورت، از میان می‌روند، زیرا به یکدیگر، به سبب بیدادگری خود، مطابق با فرمان زمان، تاوان و جریمه می‌دهند؛ آ نگونه که خود وی به این زبان شاعرانه بیان می‌کند. " (نخستین متفکران یونان، ص ۱۳۴) آپایرون در زبان یونانی یعنی لایتناهی، بینهایت، نامحدود، و بی‌حد و مرز. منظور از نامتناهی هم می‌تواند از لحاظ کمی و مکانی باشد و هم از لحاظ ماهیت، شکل و تعین نداشته باشد. او نامتناهی را برتر از متناهی می‌دانست. " آناکسیماندروس و ملیسوس … برای اینکه نامتناهی را برتر از متناهی می‌انگاشتند به شدت مورد نقد و انتقاد ارسطو قرار گرفته‌اند " (بحث در مابعد الطبیعه ص ۷۸۸) برای اینکه تا قبل از فلسفه نو افلاطونی و مسیحیت و به خصوص فیلسوفان باستان نامتناهی را پست‌تر از متناهی می‌دانستند و خداوند بیشتر متناهی تصور می‌شد تا نامتناهی. آیا نامتناهی موجودی خدایی بوده‌است " پیداست که " آپیرون " (نامتناهی) نیرویی فعال است، تنها خدا می‌تواند " همه چیز را رهبری کند " و خبری هم هست حاکی از اینکه خود آناکسیماندروس " نامتناهی " را که به‌طور لاینقطع جهان‌هایی تازه می‌زاید و دوباره به خود می‌گیرد، موجودی خدایی نامیده‌است ."(پایدیا، ص ۲۳۲)

### آناکسیمنس
آناکسیمنس (۵۸۵–۵۲۸ ق. م) سومین فیلسوف مقیم شهر ملطیه(۵۷۰–۵۲۶ ق. م) می‌باشد. آناکسیمنس نیز عنصر اولیهٔ پیدایش جهان را همانند آناکسیماندروس امری یگانه و نامحدود می‌داند، ولی برخلاف او معتقد بود که آن یک امر مشخص و متعین است نه نامشخص و نامتعین؛ وی (هوا) را به عنوان عنصر اولیهٔ پیدایش جهان مطرح می‌نماید.
مسلماً آناکسیمنس نظر تالس را در بارهٔ آب می‌دانست. اما آب چگونه پدید آمده بود؟ آناکسیمنس آب را شکل غلیظ شدهٔ هوا می‌دانست. البته ما هم امروز می‌بینیم که وقتی باران می‌بارد، آب از هوا فرو می‌ریزد. این فیلسوف معتقد بود که اگر آب غلیظ تر شود به خاک مبدل خواهدشد، شاید توجه او در این مورد به خاکی جلب شده بوده‌است که پس از آب شدن یخ‌ها بر روی زمین نمایان می‌شد.
از سوی دیگر او معتقد بود که با رقیق شدن هوا، آتش به وجود آمده‌است. به این ترتیب بنا به اعتقاد آناکسیمنس خاک، آب و آتش از هوا به وجود آمده بودند.
در مرحله‌ای که تفکر فلسفی در یونان باستان در حال انعقاد بود، تمام مرجعیتهای سنتی در مقابل تفکر منطقی متزلزل شده و اعتبار خود را از دست می‌دادند. شعار این جریان این بود که: هیچ مطلبی درست نیست مگر آنچه «من» بتوانم با دلایل قاطع برای خودم توجیه کنم، و تفکر «من» بتواند درباره‌اش به خویشتن حساب پس دهد. این روحیه در تمام نوشته‌های ایونیایی از مردم شناسی و جغرافیا و تاریخ گرفته تا کتاب‌های طبی حکمفرماست. در تمام این کتاب‌ها انتقاد از طریق «ضمیر اول شخص مفرد» یعنی از طریق «من» انجام می‌گیرد! مثلاً هکاتئوس نخستین مُبدع جغرافیا و مردم‌شناسی کتاب خود را با با عنوان «علم انساب» چنین آغاز می‌کند: «هکاتئوس اهل ملطیه چنین می‌گوید: هر مطلبی را آنگونه که به نظرم موافق حقیقت می‌نمود نوشته‌ام زیرا سخنان یونانیان گوناگون است و به نظر من مُضحک.»(۱)
پس در ابتدای پیدایش فلسفه در یونان باستان مخصوصاً در مکتب ملطیه، تفکر فلسفی راهی بوده برای ظهور «من». البته به شرط اینکه همچنان که اشاره رفت، این «من» بتواند با دلایل قاطع ادعاهای خود را توجیه کند و دربارهٔ آن‌ها حساب پس دهد. مضافاً اینکه این توجیهات و دفاعیات، نه بر مرجعی بیرون از «من»، بلکه باید بر منابع خود «من» استوار باشد. و حتی اگر قرار باشد بر مرجعی بیرونی و خارج از «من» متکی باشد، باید اعتبار و ارزش آن مرجع‌ها قبلاً از طریق خود «من» تأیید شده باشد!
به نظر می‌آید حتی امروزه نیز چنین باشد. یعنی «من» هر انسان و همچنین «من»‌های یک جامعه برای اینکه بتواند امکان بُروز بیابد و به فعلیت برسد، چاره‌ای جز این ندارد که متوسل به فلسفه شود. چرا که:
در روش تفکر دینی، «نقل» بر «عقل» حاکم می‌شود و «من»‌ها امکان قد علم کردن در مقابل بنیان‌گذاران دینی را نمی‌یابند. «عقل» در مقابل احکام و اعتقادات و ارزش‌های دینی در حد یک «ابزار توجیه گر» تنزل پیدا می‌کند و امکان بیان آزادانه پیدا نمی‌کند.
نکتهٔ قابل توجه دیگر در فلسفهٔ آناکسیمنس، همانندیی است که میان «هوا» و مفهوم «خدا» وجود دارد. آناکسیمنس می‌گوید: «هوا»، خداست. وی علت همهٔ موجودات را به هوای نامحدود نسبت داده. او نه وجود خدایان را نفی کرده و نه دربارهٔ آن‌ها خاموش مانده‌است، با وجود این معتقد نبود که هوا ساختهٔ خدایان است، بلکه خود خدایان نیز از هوا به وجود آمده‌اند.
خدایان مطرح در یونان باستان دارای یک خدا به عنوان فرمانروا بودند که در اصطلاح دینی آن را «زئوس» می‌نامیدند، در نزد آناکسمینس این خدای فرمانروا «هوا» یا همان «آئرا» است.
از نظر آناکسیمنس زمین مسطح است و در اثر انقباض هوا به وجود آمده و خود زمین سوار بر هوا است و تکیه بر هوا دارد و هوا را یک امر متعین و دارای هویت می‌داند. شاید آناکسیمنس در مورد این‌که هوا نگهدارندهٔ آسمان و زمین است، تحت تأثیر وضعیت تنفسی انسان بوده‌است. یعنی همان‌طوری‌که نفس (دم یا بازدم) بدن را به‌طور مسلطانه احاطه کرده و عامل حفظ و نگهداری آن می‌باشد، هوا نیز جهان را مسلطانه احاطه کرده و عامل حفظ و نگهداری آن است. پس به عقیدهٔ ایشان چیزی بجز هوا نمی‌تواند عامل حیات و پیدایش موجودات باشد.

## مسئلهٔ تغییر و حرکت
تالس، آناکسیماندروس و آناکسیمنس معتقد بودند که همه چیز از یک ماده اولیه به وجود آمده‌است. اما جان مسئله در این است که این مادهٔ اولیه چگونه ناگهان تغییر کرده و به چیزی دیگری تبدیل شده‌است؟ عقاید فلاسفه معروف همین دوران پارمنیدس، هراکلیتوس، امپدوکلس، آناکساگوراس و دموکرایتوس، پیرامون این مسئلهٔ مهم:

### پارمنیدس
پارمنیدس (۵۴۰–۴۸۰ ق. م) معروفترین فیلسوف الئایی حدود(۵۴۰–۴۸۰ ق. م) به مسئله تغییر و تبدیل ماده توجه داشت و نخستین کسی ست که دربارهٔ متافیزیک بحث کرده‌است. پارمنیدس متافیزیک خود را در اثرش با نام «دربارهٔ طبیعت» که به شرح شهودی پرداخته که دربارهٔ هستی برایش ییش آمده بود، پی ریزی کرده‌است. او معتقدبود که هر چه هست همیشه بوده‌است. یونانیان از قبل معتقد بودند که هرچه در جهان وجود دارد، همیشه وجود داشته‌است. پارمنیدس که اهل شهر الئا در جنوب ایتالیا که در آن ایام از مستعمرات یونان به‌شمار می‌رفت و در جمع دیگر از فیلسوفان الئایی معروفترین شان بود برین باور بود که هیچ چیز نمی‌تواند از هیچ به وجود آمده باشد و آنچه هست نمی‌تواند به هیچ مبدل شود.
پارمنیدس به این هم اکتفا نکرده به تجسس خود در طبیعت ادامه داد و سر انجام به این باور رسید شی، وجود ویا هستی پایدار بوده و تغییر و دگرگونی را در آن راه نیست، همچنان که نیستی ای برای هستی وجود ندارد. یعنی که تغییر واقعی امکان‌پذیر نیست و هیچ چیز نمی‌تواند به چیزی دیگر جز آنچه هست مبدل شود. او با این اندیشه خود، عنصر زمان را از هستی حذف می‌کند؛ و این یکی از اشکالات اساسی متافیزیک پارمنیدس است.
برای پارمنیدس روشن بود که طبیعت همواره دستخوش تغییرات است. او می‌دانست با حواس خود تغییرات را توضیح دهد ولی نمی‌توانست آنچه را عقل به او حکم می‌کرد منسجم سازد. به هر حال مشخص است که اگر قرار می‌بود او میان حواس و عقل یکی را برگزیند، عقل را انتخاب می‌کرد.
مقولهٔ معروفیست که «چیزی زا قبول می‌کنم که ببینم» ولی پارمنیدس حتی پس از اینکه چیزی را به چشم خود می‌دید، نمی‌پذیرفت. او معتقد بود که حواس تصویری نادرست از جهان به دست می‌دهند و این تصویر با آنچه عقل حکم می‌کند با هم سازگار نیستند.
پارمنیدس در منظومه «دربارهٔ طبیعت» با زبانی شاعرانه چنین سروده‌است:
«هرگز قبول مکن که نباشنده هست <> روح کنجکاوت را از این اندیشه دور نگاه دار!»
منظور پارمنیدس، این است که تنها جنبه و حوزه‌ای از وجود ثابت و دائمی و تغییرناپذیر، که قابل شناسایی و کشف است، «هست» بودن آن یا «هستی» آن است و هر چه تغییرپذیر و قابل دگرگونی هست، چون وجود حقیقی ندارد، پس «نیست» و فاقد «هستی» است.
حذف زمان از هستی در فلسفه پارمنیدس بر این مبنا بود که او زمان را هم مثل مکان و حرکت از شکل‌های ظاهری بروز هستی و نه ناشی از ماهیت و حقیقت آن می‌دانست و آن را حاصل توهم ذهن حسی نگر و سطحی بین ما می‌شمرد و در نتیجه برای آن حقیقتی بنیادین و گوهرین قائل نبود و برای همین هم شناخت عمیق هستی را فارغ از جلوه‌هایی چون زمان و حرکت می‌دانست.

### هراکلیت
هراکلیت (۵۴۰–۴۸۰ ق. م) از هم عصران پارمنیدس بود. او از اهالی اِفه سوس (شهر افه سوس دومین شهر بزرگ یونان بود نزدیک میلتوس (ملطیه) قرار داشت) در آسیای صغیر، ترکیه کنونی به‌شمار می‌آمد. هراکلیت یا هراکلیتوس یا هراکلیتوس از معروفترین فیلسوفان پیش سقراطی است که فلسفه او را بسیاری از فلاسفه بزرگ غرب مورد توجه قرار داده‌اند از آن جمله می‌توان به افلاطون، هگل، نیچه و هایدگر اشاره کرد.
از نیم قرن پیش از میلاد تا اکنون که ۲۰۰۰ و چند صد سال را در بر می‌گیرد، علم و فلسفه غرب تحت تأثیر نظرات هراکلیت قراردارد. در حالیکه او خود زیر تأثیر فلسفه متحرک و پویای شرق قرار داشت. سقراط می‌گفت، یک غواص دلی لازم است تا انسان کنجکاو بتواند جملات او را بفهمد. هگل، هراکلیت را روشنگری عمیق نامید که باعث تکامل آغازین و رشد کودکی علم فلسفه شد. نیچه می‌نویسد که آثار و نظریات هراکلیت هیچگاه کهنه نخواهند شد. به نظر مورخین سیر اندیشه بشر، افلاطون، هگل، مارکس، نیچه و فیلسوفان کلبی تحت تأثیر نظریات هراکلیت قرار گرفته‌اند. گرچه قانون تضاد هراکلیت تأثیر مهمی روی هم عصران خود گذاشت، ولی آن نظر، بعدها بارها مورد سوء تفاهم نیز قرار گرفت و به غلط تفسیر شد. داروینیست‌ها سعی نمودند با تکیه بر آموزش تئوری مبارزه اضداد، پایه تئوریکی برای نظریات خود، ازجمله تئوری تکامل و تنازع بقا، بیابند. هراکلیت خود نیز از موضعی غیر دمکراتیک به انتقاد از بعضی از نظریات روشنفکران زمان خود مانند: دمکریت، فیثاغورث، هومر و هزوید پرداخت.
هراکلیتوس تفاوتی عمده با سه فیلسوف طبیعی میلتوسی (ملطیی) داشت. او برخلاف سه فیلسوف قبلی که به دنبال ماده اولیه طبیعت می‌گشتند تلاش خود را روی آهنگ تغییرات طبیعت و چگونگی این تغییرات متمرکز کرده بود. بنابرین شاید بتوان گفت که هراکلیت بیش از پارمنیدس به حواس متکی بود.
دکترین فلسفی هراکلیت دو جنبه داشت:
- هراکلیت معتقد بود که «همه چیز در حرکت است». همه چیز در گذر است و هیچ چیز ثابت نیست. به همین خاطر است که ما هیچ‌گاه نمی‌توانیم در یک رودخانه دو بار قدم بگذاریم، زیرا هر بار که پا در آن رودخانه بنهیم آب دیگری بر روی پای ما جریان خواهد داشت و ما هم هر بار تغییر کرده‌ایم. این تغییر و تحول دایمی جهان را می‌توان جنبه اول دکترین هراکلیتوس دانست.
- جنبه دوم دکترین او دربارهٔ کشمکش اضداد در جهان می‌باشد، هراگلیت معتقد بود که جهان همواره محل اضداد است. به نظر هراکلیت، جهان را نه خدایان و نه انسان آفریده‌است، بلکه تضاد و مبارزه اضداد باعث حرکت، زندگی، تغییر و تحول آن می‌شود. اگر ما هیچ‌گاه بیمار نشویم، هیچ وقت هم درک نخواهیم کرد که سلامتی چیست. اگر ما هیچ‌گاه گرسنه نشویم، هرگز لذت سیر بودن را نخواهیم فهمید. اگر جنگی وجود نداشته باشد، ارزش صلح معلوم نخواهد بود و اگر زمستان نباشد، آمدن بهار هم شکوه نخواهد داشت.

هراکلیت معتقد بود که خوب و بد هردو جایگاهی ضروری در هستی دارند و بدون وجود اضداد در کنار یکدیگر، جهان به پایان می‌رسد. او مرگ فردی را لازمه زندگی فرد دیگر می‌داند، بدی و نیکی را یکی می‌داند که فقط در نظر ما متفاوتند، خوشی و بدحالی را لازم و ملزوم هم می‌داند.
هراکلیت باور داشت که «خدا همانا روز و شب، زمستان و تابستان، جنگ و صلح و گرسنگی و سیری است.» خدای او مطمئناً خدای اساطیری نبوده، به اعتقاد وی خدا و خدایی، چیزی است که جهان را دربر گرفته‌است. یعنی خدا در نظر او طبیعتی است که دایماً تغییر می‌کند و جمع اضداد می‌باشد.
هراکلیت بیشتر به جای واژه «خدا» از کلمه یونانی «لوگوس» به معنی عقل استفاده کرده‌است. همو معتقد بود که حتی اگر ما انسان‌ها همیشه به یک شکل فکر نکنیم و آگاهی مان یکسان نباشد، باید نوعی «آگاهی جهانی» وجود داشته باشد که تمامی رویدادهای طبیعت را هدایت کند. این «آگاهی جهانی» یا «قانون جهانی» در همه یکسان است و انسان‌ها باید از آن پیروی کنند. با وجود این، به اعتقاد وی بیشتر مردم از عقل فردی و شخصی خود در زندگی بهره می‌گیرند. او به همین دلیل ارزشی برای آدمیان قایل نبود و نظرات آنان را کودکانه می‌دانست.
به این ترتیب، هراکلیت در تمامی تغییرات و اضداد در طبیعت، نوعی وحدت یا هستی می‌دید و آنچه را زمینهٔ تمامی این تعییرات و دگر گونی‌ها بود «خدا» یا «لوگوس» می‌نامید.
از جانب دیگر فلسفهٔ هراکلیت اصالت تاریخی دارد و آن این است که قایل به اخلاقی بودن قضاوت تاریخ است، به عبارتی بر سیاق آنچه «واقعی است، حقیقی است» می‌توان گفت آنچه «واقعی است، اخلاقی است». چنان‌که هراکلیت بیان می‌کند که نتیجهٔ جنگ همیشه عادلانه است. هراکلیت از آنجا که معتقد به تغییرات مداوم است، با این مشکل مواجه می‌شود که میزان و معیار عدالت نیز در تغییر و سیلان است. هراکلیت این مشکل را با نسبی گرایی ارزشی و همچنین وحدت اضداد حل می‌کند:
«زندگی و مرگ، بیداری و خواب، جوانی و پیری، اینها همه یکی هستند زیرا که یکی تبدیل به دیگری می‌شود و این باز تبدیل به اولی… آنکه با خود در ستیز است به خود ملتزم می‌گردد… اضداد از آن یکدیگرند، بهترین هماهنگی از ناسازی نتیجه می‌شود و همه چیز از راه ستیزه پدید می‌آید و پرورش می‌یابد… راهی که به بالا می‌رود همان راهی است که به پایین می‌آید… راه راست همان راه کج است و با آن یکی است … در نزد خدایان همه چیز زیبا و حق است؛ لیکن آدمیان برخی چیزها را حق و دیگر چیزها را ناحق می‌دانند… خوب و بد یکی است.»
از بعضی لحاظ دیدگاه‌هایی هراکلیت و پارمنیدس در مقابل هم صف آراسته آرایی کرده‌اند، یکی به عقل چنگ زده و دیگری به حس؛ عقل به پارمنیدس حکم می‌کرد که هیچ چیز دگرگون نمی‌شود و تغییر نمی‌کند، اما حس برای هراکلیت حکم دیگری داشت و تغییر دایمی طبیعت را تأیید می‌کرد. کدام یک از آن‌ها حق به جانب بود، هراکلیت یا پارمنیدس؟، به عقل باید باور داشت یا به حس اعتماد و اطمینان کرد؟
هر کدام از این دو فیلسوف دو تا مسئله را پیش کشیده بودند:
پار منیدس معتقد بودکه:
الف- هیچ چیز تغییر نمی‌کند
ب- حس ممکن است گمراه‌کننده باشد
ودر مقابل، هراکلیتوس به این باور بود که:
الف- همه چیز تغییر می‌کند(" همه چیز در حرکت است")
ب- به حس می‌توان اعتماد کرد.
محال است بتوان چنین تضاد بزرگی را میان دیگر فیلسوفان یافت. اما حق با یک از آن دو بود؟

### امپدوکلس
امپدوکلس حدود(۴۹۴–۴۳۴ ق. م) توانست سر انجام راهی برای خلاصی از این ابهام بزرگ بیابد و فلسفه را از سرگردانی برهاند. او معتقد بود که پارمنیدس و هراکلیتوس هرکدام در یکی از دو نظر خود محق بوده‌اند و در نظر دیگر راه اشتباه رفته‌اند.
اختلاف نظر امپدوکلس با دیگر فیلسوفان در این نکتهٔ مهم بود که آنان به وجود یک مادهٔ اولیه اعتقاد داشتند، در حالی که امپدوکلس معتقد بود که اگر تنها یک مادهٔ اولیه وجود می‌داشت، هیچ‌گاه نمی‌شد میان آنچه عقل حکم می‌کند و آنچه حس می‌گوید رابطه‌ای برقرار کرد.
امپدوکلس معتقد بود که در طبیعت چهار عنصر اولیه یا " منشاء" وجود دارد. این چهار منشأ عبارتند از خاک، هوا، آتش و آب.
به اعتقاد او، تمامی تغییرات حاصله در طبیعت از آمیختن این چهار عنصر با یکدیگر و جدا شدن دوبارهٔ آن‌ها از یکدیگر صورت پذیرفته‌است، زیرا همه چیز از خاک، هوا، آتش و آب تشکیل شده‌است و فقط مقدار ترکیب آن‌ها با یکدیگر متفاوت است. او می‌گفت این درست نیست که بگوییم"همه چیز " تغییر می‌کند، زیرا در اصل هیچ چیز تغییر نمی‌کند. آنچه اتفاق می‌افتد، در اصل پیوستن و دوباره گسستن این چهار عنصر است.
امپدوکلس معتقد بود که دو نیرو در طبیعت باید وجود داشته باشد. او این دو نیرو را مهر و کین نامید بود. آنچه سبب پیوستگی عناصر می‌شد، مهر بود و کین مسبب گسستگی عناصر بود. به این ترتیب وی میان ماده و نیرو تمایز قایل بود.
امپدوکلس روح را زندانی بدن می‌داند و این به خاطر گناهی است که او مرتکب شده‌است. اما گناهی که او می‌گوید با گناه نخستین مذاهب سامی فرق دارد. او معتقد است که انسان از آنجایی که شروع به کشتار دیگر حیوانات کرده و شکم خود را گورستان حیوانات دیگر کرد مرتکب گناه شده‌است؛ و راه رهایی از گناه چیزی جز تناسخ نیست یعنی آنقدر باید این روح گناهکار در جسمهای گوناگون حلول کند و زجر ببیند تا بالاخره با تزکیه پاک شود و به آرامش برسد. " در فلسفه امپدوکلس نظریهٔ ارفه‌ای نفس و فلسفهٔ طبیعی ایونیایی بهم آمیخته‌اند و این آمیزش نشان می‌دهد که چگونه دو شیوهٔ نگرش کاملاً مختلف به جهان، توانسته‌اند در ذهن شخص واحد یکدیگر را تکمیل کنند. نماد اتحاد این دو شیوهٔ نگرش، تصوری است که از این فیلسوف در بارهٔ نفس به ما رسیده‌است؛ در این تصور، نفس در میان گرد باد عناصر گرفتار است و هوا و آب و خاک و آتش، در حالی که همه از آن بیزارند، آن را به سوی یکدیگر می‌رانند.

### آناکساگوراس
آناکساگوراس (۵۰۰تا۴۲۸ق. م) فیلسوف دیگریست که نمی‌توانست وجود تنها یک مادهٔ اولیه را بپذیرد. او نظر امپدوکلس را نیز قبول نداشت و نمی‌توانست بپذیرد که خاک، هوا، آتش یا آب به خون، استخوان، پست یا مو مبدل شده باشد.
آناکساگوراس از لحاظ دیگری هم جلب توجه می‌کند، او نخستین فیلسوف آتنی است که از زندگی اش اطلاعاتی بیشتر وجود دارد. زادگاهش در آسیای صغیر بود. در چهل سالگی به آتن مهاجرت کرد، ولی به اتهام بی‌دینی محاکمه شد. او را از آتن تعبید کردند، زیرا مدعی بود که خورشید خدا نیست، بلکه توده‌ای آتشین و بزرگتر از شبه جزیره پلویونس است.
آناکساگورانس معتقد بود که همه چیز در طبیعت از به هم پیوستن ذره‌های بسیار کوچک به وجود آمده‌است. این ذره‌ها به چشم دیده نمی‌شوند. هر چیزی می‌تواند به اجزای کوچکتری تقسیم شود، ولی کوچکترین این اجزا نیز همه ویژگی‌های آنچیز را در خود دارد.
بدن ما هم همین ویژگی را دارد. در هسته سلول پوستی، تنها اطلاعات مربوط به پوست انبار نشده‌است، بلکه اطلاعات مربوط به چشم، رنگ، مو، تعداد انگشتان و حتی شکل آن‌ها نیز نهفته‌است. در سلول بدن ما کلیهٔ اطلاعات مربوط به ساختمان زیستی ما محفوظ است.
بنابرین در هر سلول «چیزی در همه چیز» وجود دارد. هر کلیتیف از مجموعهٔ اجزای ساخته شده‌است که هر یک از آن‌ها تمامی آن کل را دربردارد.
آناکساگوراس این ذره‌های کوچک را که جزی از کل به‌شمار می‌روند، «بذر» یا «بهره» می‌نامد. همچنان که امپدوکلس مهر را نیروی پیوستگی مواد می‌دانست. آناکساگوراس نیز به نوعی نیرو معتقد بود و این نیرو را عامل به وجود آمدن انسان‌ها، حیوانات، گل‌ها و درختان می‌دانست. او این نیرو را «روح» می‌نامید.
وی توجه زیادی به ستاره‌شناسی داشت. او معتقد بود که تمامی اجرام آسمانی از همان ماده‌ای ساخته شده‌اند که زمین از آن به وجود آمده‌است. او زمانی به این باور رسید که یکی از سنگ‌های آسمانی را بررسی کرد. به همین دلیل آناکساگوراس معتقد بود که در کرات دیگر نیز وجود انسان قابل تصور است.
آناکساگوراس که مدتی در شهر آتن زندگی میگرد، به جرم اینکه خورشید را گلوله‌ای آتشین می‌دانست، از آتن تعبید کردند.

## نبرد بین مکتب دمکریت و مکتب افلاطون
اشکال ابتدایی تفکر فلسفی برای نخستین بار در دوران باستان در جامعه برده داری پدید شد. فلسفه باستان دارای مشخصات بارزی است که بعدها در فلسفه مدرن غرب بروز می‌کند از جمله فیلسوفان این عصر که تأثیرگذاری بیشتری بر فلسفه مدرن داشته‌اند می‌توان به افلاطون، ارسطو، سقراط و دمکریت اشاره کرد. نمونه شکل ابتدایی ماتریالیسم، سیستم عقاید دمکریت فیلسوف بزرگ یونان باستان است. در دوران باستان فلسفه بر علم متکی نبوده و نارس بود زیرا که بر همان سطح رشدی که جامعه به آن رسیده بود و بر شناسایی‌های سطحی و ابتدایی آن دوران تکیه داشت و بنابراین نمی‌توانست علمی باشد.
در فلسفه قدیم یونان باستان ما شاهد نبرد بین ماتریالیسم و ایده‌آلیسم ـ بین مکتب دمکریت و مکتب افلاطون ـ هستیم.

### دموکریت
دموکریتوس یا دموکریت یا ذیمقراطیس (Democritus، حدود ۴۶۰–۳۷۰ ق. م) از آنجاییکه بر ارزش شادمانی تأکید می‌کرده‌است، معروف به " فیلسوف خندان" و آخرین فیلسوف طبیعت‌گرا بود. او از اهالی بندر آبدرا در شمال دریای اژه بود. دموکریتوس (دموکریت) نظامی فلسفی تأسیس کرد که تبیینی مادی از جهان طبیعی به حساب می‌آید و در این راه البته وی از معلمش لئوسیپوس متأثر است.
دموکریتوس بعد از مرگ پدرش برای یافتن دانش و حکمت سفرهای متعددی را آغاز کرد به‌طوری‌که ارثیه فراوانش صرف انجام این سفرها شد. گفته می‌شود که او از مصر، اتیوپی (حبشه) , آریانا و هند دیدن کرده‌است. هنگامی که دموکریتوس به زادگاهش آبدرا برگشت نه چیزی از ارثیه پدر برایش باقی‌مانده بود، نه وسیله امرار معاشی داشت به همین سبب برادرش داموسیس در این زمینه به او کمک کرد. او باقی‌مانده عمرش را صرف آزمایش‌هایی دربارهٔ طبیعت کرد. آشنایی او با پدیده‌های طبیعی و قدرت او در پیش‌بینی وضع هوا موجبات شهرت دموکریتوس را فراهم آورده بود. او از این توانایی‌هایش برای متقاعد ساختن مردم به اینکه آینده قابل پیش‌بینی است استفاده می‌کرد. دموکریتوس در حالی که بیشتر از صد سال داشت در گذشت.
دموکریتوس از ساز و برگ الکترونیکی و دیجیتالی امروزی هیچ آگاهی و اطلاعی نداشت. عقل او یگانه ابزار واقعی او بود. عقل، انتخاب دیگری را برای او اجازه نمی‌داد. اگز پذیرفته یاشیم که هیچ چیزی به خودی خود نمی‌تواند به چیزی دیگری مبدل شود، هیچ چیزی از هیچ به وجود نمی‌آید و هیچ چیزی از میان نمی‌رود، آن وقت طبیعت باید از ذره‌های کوچکی ساخته شده باشد که به یکدیگر بپیوندند؛ و دوباره از یکدیگر جدا شوند.
دموکریتوس به وجود نوعی "نیرو" یا "روح" در تغییرات طبیعی معتقد نبود. از نظر او تنها چیزی که امکان وجود داشت، اتم‌ها بودند و فضایی خالی. چون دموکرایتوس تنها به "ماده" توجه داشته‌است، او را ماده گرا نامیده‌اند. او معتقد بود که حرکت اتم‌ها تحت تسلط اراده‌ای مشخص قرار ندارد. اما این نکته به آن معنی نیست که حرکت آن‌ها صرفاً اتفاقی است. وی اعتقاد داشت که برای هر رویدادی، دلیلی طبیعی وجود دارد و این دلیل درخود اشیاء نهفته‌است.
دموکریتوس را عقیده برین بود که حتی احساس ما از جهان بر اساس نظریهٔ ذره‌های تجزیه نا پذیر قابل توجیه است. اگز چیزی را حس می‌کنیم، به خاطر حرکت اتم‌ها در فضای خالی است. اگر من می‌توانم مهتاب را ببینم، به این خاطر است که اتم‌های ماه به چشمان من می‌خورد.
دموکریتوس پیرامون رابطه ادراک با اتم اعتقاد داشت که روح انسان از نوعی اتم‌های گرد و صاف تشکیل شده‌است. وقتی کسی می‌میرد اتم‌های روح او از هر سوی جسمش خارج می‌شوند و سپس روح دیگری به وجود می‌آورند، که به جسمی جدید تعلق می‌گیرد.
این نظر به آن معنی است که روح انسان هیچ‌گاه نمی‌میرد. تا هنوز هم در جهان قرن بیست و یکمی، بسیاری از مردم آن همانند دموکریتوس معتقدند که روح آدمی در پیوند با مغز اوست و وقتی انسان از میان برود، ممکن نیست ادراکی وجود داشته باشد. یعنی دموکریتوس روحی جاودانه و غیر مادی را در بشر قبول نداشت به نظر او روح انسان از ماده‌ای رقیق با اتم‌هایی صاف گرد تشکیل شده بود که اتم‌های این ماده هنگام مرگ از هم جدا و پراکنده می‌شوند.
دموکریتوس پایان فلسفه طبیعت‌گرایی یونانی را، با طرح نظریهٔ ذره‌های تجزیه ناپذیر خود اعلام کرد. او با هراکلیتوس در مورد این نظریه که همه چیز در " حرکت " است، هم داستان بود. به نظر او همه چیز در تغییر بود. اما دموکریتوس بر این باور بود که در پشت هر آنچه در حرکت است، شی جاودانه و غیرقابل تغییر قرار دارد که ثابت است و اتم است.
به عقیده او نیروی ماوراءالطبیعه یا چیزی خارج از طبیعت وجود ندارد. برای دموکریتوس تنها وجودی قابل قبول است که از اتم تشکیل یافته باشد از این روست که او را فیلسوفی کاملاً ماتریالیست (ماده گرا) می‌شناسیم. به نظر او همه چیز در طبیعت مکانیکی و جبری و تخلف ناپذیر است. چون همه چیز از اتم ساخته شده و آن هم فقط از قوانین ذاتی خود پیروی می‌کند. پس با کشف قوانین طبیعت به راحتی قادر خواهیم بود آینده را پیش‌بینی کنیم.
بیشتر فلسفه دموکریتوس دربارهٔ اتم می‌باشد. اتم در زبان یونانی به معنای تجزیه ناپذیر است. دموکریتوس به این نتیجه رسیده بود که ماده را نمی‌توان به صورت نامحدود به ذرات ریزتر تقسیم کرد و پس از تقسیم کردن متوالی ماده به ذره‌ای تجزیه ناپذیر به نام اتم خواهیم رسید. اتم‌ها در نظر دموکریتوس جاودانی بودند یعنی ازلی و ابدی دلیل آن هم این است که نه هیچ چیز از عدم پدید می‌آید نه وجود قابل تبدیل به عدم است. از این جهت دموکریتوس با الئایی‌ها موافق است ولی برخلاف آن‌ها دموکریتوس خلأ و حرکت و تغییر را قبول دارد. به اعتقاد او اتم‌ها با یکدیگر فاصله دارند و حرکت می‌کنند و فاصله بین اتم‌ها نیز خلأ است. او معتقد بود که اجسام از اتم‌های گوناگونی تشکیل شده‌اند که این اتم‌ها با هم پیوند یافته‌اند، اگر جسم تجزیه شود این اتم‌ها دوباره از هم جدا خواهند و پراکنده می‌گردند. نظریات ارسطو دربارهٔ طبیعت باعث شد که تئوری اتم دموکریتوس تقریباً به دست فراموشی سپرده شود تا اینکه بالاخره قریب دو هزار سال بعد دوباره همین نظریه توسط شیمیدان انگلیسی جان دالتون دوباره مطرح شد.
دموکریت همیشه آماده استقبال از چیزهای خوب و محبوب زندگی بود. آفرینش را کامل می‌دانست و پیوسته در شکوه نبود. آثار دموکریت که در عهد عتیق شهرت فراوان یافته بود به دست ما نرسیده‌است تنها دیوژن عنوان چند اثر از آثار او را یاد کرده‌است: دربارهٔ آرامش روان، دربارهٔ طبیعت انسان، دوزخ‌ها، درباه سه نسل، علل زمینی هماهنگی و اعداد.

## پیدایش علوم

### تاریخ
در همان ایامی که فلاسفهٔ یونان سعی در توضیح طبیعی تغییرات موجود در طبیعت داشتند، رفته رفته برای تاریخ نیز دانشی به وجود آمد. در این علم سعی برآن بود تا دلایل طبیعی رویدادهای تاریخی بررسی شود. از آن پس دیگر شکست در جنگ به پای انتقام خدایان نوشته نمی‌شد. معروف‌ترین مورخان یونانی را می‌توان هرودوت(۴۸۴تا۴۲۴) و توسیدید(۴۶۰–۴۰۰ ق. م) دانست.

### هرودوت
هرودوت تاریخ‌نگار یونانی دورهٔ باستان، در سدهٔ پنجم پیش از میلاد می‌زیسته‌است. نوشته‌های هرودوت شامل نه کتاب است و از این جهت آن را «تاریخ در نه کتاب» می‌نامند و هر یک از کتاب‌های او به نام یکی از ارباب انواع یونان کهن نامگذاری شده‌است. بعضی از محققان تقسیم و نام‌گذاری آثار هرودوت راکار دیگران در قرون بعدی می‌دانند و معتقدند که تألیفات او در ابتدا تقسیماتی نداشته‌است.
از فرهیختگان یونانی گرفته تا مورخین معاصر، از جمله ویل دورانت و آرنولد توین‌بی، هرودوت را پدر تاریخ دانسته‌اند. به بیان هنری اس. لوکاس، استاد تاریخ دانشگاه میشیگان، هرودوت شایستهٔ این لقب است، زیرا همهٔ اطلاعات بشر قرن بیستم از ملت‌های مشرق باستان به ویژه، مادها، پارس‌ها، بابلی‌ها، یونانی‌ها، ایتالیایی‌ها، فینیقی‌ها و مصریان مرهون کوشش‌های اوست. اگر هرودوت نبود، شامپلیون فرانسوی نمی‌توانست خط هیروگلیف را بخواند زیرا هرودوت اطلاعات پراکنده‌ای از ملت‌های کهن در کتابش به یادگار گذاشته‌است، که همین اطلاعات باعث برانگیخته شدن حس کنجکاوی تاریخ‌شناسان و باستان‌شناسان سده‌های جدید و در نتیجه کشف بسیاری از حقیقت‌های تاریخی سده‌های باستانی آدمی شد.
پیش از هرودوت تاریخ‌نگاران دیگری مانند کادموس، هلانیکوس، میتی‌لین، شارن و هکاته، می‌زیستند که هرودوت در جوانی آرزو داشته‌است که روزی با آن‌ها از نزدیک آشنا شود. آن تاریخ‌نگاران بیش‌تر دربارهٔ چگونگی بنیان‌گذاری شهرهای باستانی و شکوه و جلال خانواده‌های بزرگ و اشراف سخن گفته‌اند و اغلب با استدلالی خیالی نسب کسانی را به خدایان و قهرمانان باستان می‌رسانده‌اند. هرودوت در جوانی نوشته‌های آنان را می‌خوانده و از افسانه‌های خیالی آنان لذت می‌برده‌است، اما پس چندی دریافته بود که شیوهٔ تاریخ‌نگاری آنان چندان درست نیست و آنان را به افسانه‌پردازی و داستان‌سرایی متهم کرده‌است.
اثر هرودوت نخستین اثری بود که از تفکرات دینی و کنجکاوی گردآورندگانِ آگاهی‌های جغرافیایی و قوم‌شناختی فراتر رفت و به «تحقیق» رسید. تحقیق در واقعیت‌های انسانی که مشخص کردن آن‌ها از خلال سنن ایمانی و دینی امکان‌پذیر است. به همین علت هم هرودوت واژه historiai را عنوان کتاب خود قرار داده‌است. historiai در زبان یونانی به معنی تحقیق و جستجو برای کشف حقیقت است. نباید فراموش کرد که پیش از هرودوت نویسندگانی که آن‌ها را «گفتارنگار» می‌نامیدند به این اکتفا می‌کردند که داستان‌های اساطیری را که ریشه‌های خدایی و انسانی داشتند از منظومه‌های حماسی و نسب‌نامه‌ها و شرح رویدادها اقتباس کنند و به نثر بنویسند. طبیعی است که هرودوت نیز بیشتر از لحاظ پیروی از سبک آسان و روان داستان‌گویان و نیز از لحاظ زبانی که به کار می‌برد به گفتارنگاران نزدیک‌تر است تا از لحاظ طرز تفکر؛ چرا که هرودوت به لهجه یونانی نوشته‌است.

### توسیدید
توسیدید میان "سبب" و "دلیل" جنگ تفاوتی مهم می‌گذارد، که برای تاریخ‌نویسی جنگی پس از او از اهمیت بسیاری برخوردار است، و به همین گونه ما می‌توانیم این تفاوت‌گذاری را برای توضیح جنگ آمریکا علیه عراق بکار بندیم. دلایل متفاوتی، که در سده پنجم پیش از میلاد از سوی طرفین جنگ بکار رفتند، تا اسپارتی‌ها را برآن داشت، که به آتن اعلان جنگ بدهند، یعنی گسست قرارداد بین دوطرف از سویی و حمله بزرگتر آتن از سوی دیگر، را توسیدید تنها به عنوان "سبب" جنگ، یعنی دلایل بلاواسطه جنگ برمی‌شمرد و او به آن‌ها ارزش چندانی نمی‌دهد. توسیدید تاریخدان برجسته یونانی پس از تحلیل جامع و کامل مبتنی بر داده‌های بیشمار پیش زمینه این جنگ، به این نتیجه می‌رسد، که مهم‌ترین دلیل این جنگ این پنداشت اسپارتی‌ها بود، که آن‌ها در یک پیمان با آتن، یعنی آتنی که همواره روبه گسترش و توسعه طلبی داشت، در درازمدت تنها زیان می‌بینند و ضرر می‌کنند: "نخستین دلیل و دلیل اصلی؛ که البته کمتر در باره آن سخن گفته می‌شد؛ را من در افزایش قدرت آتنی‌ها می‌بینم، که اسپارتی‌ها را به وحشت انداخت و آنان را به جنگ وادار کرد. ..."
ژاکلین دو رمه ئی معتقد است که تاریخ توسیدید در عین حال که تاریخ حوادث جنگ‌های پلوبونزی است، از ویژگی‌های خاصی برخوردار است که تا ان زمان نظیرش دیده نشده بود. توسیدید همه وقایع را با تجزیه و تحلیل روانکاوانه، با در نظر گرفتن انگیزه‌هایی که موجب بروز آن واقعه شده‌است، بررسی می‌کند و سپس واقعه را توضیح می‌دهد. اثر او یک نوشته علمی است که در آن جوانه‌های همه علوم انسانی را در حال رشد می‌بینیم. در اثر او نه خرافات، نه هاتف غیبی معابد و نه خدایان نقشی دارند. تاریخ جنگ‌های پلوپونزی اثر جاودانه توسیدید است.

### طب
یونانیان آن ایام خدایان را حتی مسئول بروز بیماری‌ها می‌دانستند. بیماری‌های ساری، انتقامی از سوی خدایان تعبیر می‌شد؛ و سلامتی نیز از طرف آنان به ارمغان می‌آمد، مشروط بر آنکه با قربانی کردن خشنودی آن‌ها فراهم شده باشد.
در همان ایامی که فیلسوفان یونانی در صدد بودند تا مسیری جدید در تفکر به وجود آورند، دانشی جدید نیز در یونان در زمینهٔ طب شکوفا می‌شد. این علم جدید سعی داشت تا برای سلامت و بیماری انسان توضیحاتی طبیعی بیابد. بنیان‌گذار دانش جدید طبابت (پزشکی) را در یونان آن زمان، بقراط دانسته‌اند. او حدود سال ۴۶۰ ق. م. در جزیرهٔ کوس به دنیا آمد.

### بقراط
بر اساس سنت طبابت بقراط، مهم‌ترین محافظ انسان در برابر بیماری‌ها، تعادل در زندگی و تطبیق با اصول صحی است. سلامتی برا ی انسان امری طبیعی است و بروز بیماری به این خاطر است که طبیعت آدمی به خاطر اختلالی جسمانی یا روانی برهم می‌خورد. راه سلامتی انسان در تعادل، هماهنگی و و جود روحی سالم در جسمی سالم نهفته‌است.
بقراط که به عنوان پدر علم طب جدید شناخته شده‌است، نخستین کسی بود که طبابت را از خرافات جدا کرد. وی که در جزیره یونانی توس به دنیا آمد پسر یک طبیب بود. بقراط اعتقاد معاصرین خود را که می‌گفتند بیماری توسط خدایان انتقام جو به وجود می‌آید، رد کرد و به جای آن اعلام کرد که هر بیماری، یک علت طبیعی دارد. او گفت که اگر علت را بیابید، می‌توانید آن را درمان کنید.
بقراط می‌گفت با مشاهده نشانه‌های یک بیماری و در نظر گرفتن شدت آن، پزشک می‌تواند چشم‌انداز این بیماری را برای یک بیمار خاص پیش‌بینی کند. بقراط بر اساس چنین اندیشه‌های منطقی یک مدرسه طبی را بنیان نهاد.
عقیده طبی دیگری که بقراط قبول داشت، آن بود که روش درمانی که برای یک بیمار به کار می‌رود، ممکن است برای بیمار دیگر مؤثر نباشد. وی اعلام کرد که آنچه برای یک نفر غذاست، ممکن است برای دیگری زهر باشد.
بقراط همچنین سایر طبیبان را تشویق می‌کرد که از درمان‌های ساده مانند یک رژیم غذایی سالم، استراحت زیاد و محیط تمیز استفاده کنند. او می‌گفت زمانی که طبیبان نمی‌توانند بیماری را درمان کنند، طبیعت اغلب این کار را می‌کند. در بیماران رو به مرگ نباید از روش‌های سادهٔ درمان استفاده کرد و پیشنهاد کرد که بیماری‌های بحرانی، معالجه‌های بحرانی هم می‌خواهد.
از دیگر توصیه‌های بقراط چیزی است که امروزه رفتار خوب بالینی نامیده می‌شود، با این عنوان که بیماری زمانی سخت‌تر است که ذهن مضطرب باشد و بعضی بیماران زمانی که از رفتار خوب طبیب رضایت داشته باشند، بهبودی خود را بازمی‌یابند.
وی معتقد بود که طبیبان باید خادم بیماران خود باشند و معیارهای سلوک شرافتمندانه را رعایت کنند. در زمان وی گاهی طبیبان برای از بین بردن بعضی از بیماران خود تطمیع می‌شدند و امکان داشت که یک حاکم به طبیبی دستور دهد که برای کشتن دشمن خود از سم استفاده کند. بقراط گفت: طبیب در مورد بیمار مسئول است.
بقراط تعهد نامه‌ای را که امروزه دانشجویان طب موقع اخذ درجه دکتری اظهار می‌کنند، تهیه کرده‌است.
«در بخشی از این سوگند نامه آمده‌است که من عمیقاً تعهد می‌کنم که خود را وقف خدمت به انسانیت بنمایم. من حرفه خود را با وجدان و شرافت انجام خواهم داد و سلامتی بیماران نخستین وظیفه من خواهد بود.»

## سوفیست‌ها
فیلسوفان طبیعت‌گرا پیش از هر چیز محقق مسایل طبیعی به‌شمار می‌رفتند؛ آنان به همین دلیل نیز جایگاهی مهم در تاریخ علم دارند؛ ولی در آتن که در حدود سال ۴۵۰ ق. م. مرکز فرهنگی یونان شده بود، به تدریج نوعی دموکراسی در این شهر به وجود آمد. یکی از پیش فرض‌های دموکراسی در آتن، تربیت مردم برای مشارکت در چنین سیاستی بود. این مسئله حتی امروز نیز مورد تأیید است که دموکراسی در جامعه‌ای می‌تواند تحقق یابد که مردم نسبت به ان شناخت داشته باشند. به همین دلیل فن سخن وری برای آتنی‌ها بیش از هر چیز اهمیت داشت.
پس از چندی، گروهی از معلمان و فیلسوفان دوره‌گرد از مستعمرات یونان راهی آتن شدند. آنان خود را سوفیست می‌نامیدند. واژهٔ «سوفیست» به معنی صاحب معرفت و حکمت آموز بود. سوفیست‌ها در آتن از طریق آموزش مردم امرار معاش می‌کردند.
این گروه فیلسوفان دوره‌گرد نیز مانند فلاسفهٔ طبیعت‌گرا به باورهای اساطیری معتقد نبودند، ولی از سوی دیگر تفکرات فلسفی را نیز مردود می‌دانستند. به اعتقاد آنان، حتی اگر برای مسایل فلسفی پاسخی هم وجود می‌داشت، این پاسخ نمی‌توانست برای حل معمای طبیعت و عالم هستی ملاکی قطعی باشد. این دیدگاه فلسفی را شکاکیت می‌نامند.
به هر حال اگر هم نتوانیم پاسخی برای معمای طبیعت بیابیم، می‌دانیم که انسان هستیم و باید بیاموزیم که در کنار یکدیگر زندگی کنیم. این دیدگاه سبب شد تا سوفیست‌ها به انسان و جایگاه او در اجتماع توجه داشته باشند.
یکی از سوفیست‌ها به نام پروتاگوراس(۴۸۷ تا ۴۲۰ ق. م) گفته‌است که " انسان مقیاس همه چیز است. " به اعتقاد وی، حق و ناحق و خوب و بد و باید بر اساس نیازهای انسان ارزیابی شود. پروتاگوراس نخستین و مهم‌ترین نظریه‌پرداز فلسفه سوفسطایی پیش از سقراط و استاد سخنوری اهل آبدره در شمال یونان آنزمان و همشهری دمکریت مشهور بود. او در برابر این سؤال که آیا خدایان یونان را قبول دارد یانه، چنین جواب داده‌است: " در بارهٔ خدایان، هیچ نمی‌دانم که هستند یا نیستند… چیزهای زیادی ما را از این شناسایی بازمی‌دارد: پیچیدگی مسئله و کوتاهی عمر ما ". کسی را که نسبت به وجود خدا مردد است لا دری می‌نامند.
افلاطون بعدها در یک برخورد لجاجت آمیزی با او گفته بود که: "خدا میزان همه چیزها است ". و پراگماتیسم هاِیی آمریکایی سال‌هاست که می‌نویسند: "علم میزان همه چیز است ".
پروتاگوراس بخاطر کتاب (پیرامون خدایان) به اتهام کفر و الحاد! به مرگ محکوم شده بود و در سن هفتاد سالگی حین فرار از اجرای حکم اعدام در دریا غرق شد. وی در کنار آناکساگوراس، فیدیاس، آسیازیا و سقراط ازجمله اعدامیان سیر تاریخ اندیشه غرب است!. آنزمان توجه نداشتن به خدایان دولتی! برای اندیشمندان ایجاد دردسر می‌نمود. جمله (انسان- میزان) پروتاگوراس- مورد توجه اندیشمندان دوره رنسانس - روشنگری و اومانیسم نیزشد. پیرامون اهمیت پروتاگوراس گفته می‌شود که نه افلاطون و نه ارسطو فلسفه باستان را نمایندگی کردند بلکه پروتاگوراس و گورگیاس آغازگران فلسفه روشنگری غرب می‌باشند.
سوفیست‌ها اغلب در آتن به بحث در بارهٔ آنچه طبیعی است و آنچه از طریق اجتماع بروز می‌کند، می‌پرداختند و زمینه را برای نقد و تحلیل‌های اجتماعی فراهم می‌آوردند.
به عنوان یک نمونه، آنان نشان دادند که «احساس شرم» پدیده‌ای طبیعی نیست، زیرا اگر چنین احساسی طبیعی می‌بود، باید ذاتی انسان می‌شد. ممکن نیست ترس از برهنه بودن عاملی ذاتی باشد و فقط به آداب و رسوم حاکم بر اجتماع وابسته است.
دروسی که سوفیست‌ها ارائه می‌دادند عبارت بود از فلسفه، ادبیات، هنر، علوم ریاضی، ستاره‌شناسی، دستور زبان، علم سیاست شامل قانون اساسی و امور اداری و هنر جنگ و خصوصاً فن سخنوری.
سوفیست که اصلاً به معنی استاد و هنر مند بود معنی مربی و آموزگار پیدا کرد. سوفسطاییان معلمانی دوره‌گرد بودند که شهر به شهر می‌گشتند و در مقابل درسی که می‌دادند اجرت دریافت می‌کردند. سوفیست‌ها اندیشه‌های تازه‌ای را با خود آوردند، در بارهٔ اصالت ارزش‌های اخلاقی تردید کردند و طرفدار پان هلنیسم یعنی اتحاد اقوام یونانی بودند. «غایت تعلیم و تربیت سوفیستی این بود که شاگردان بتوانند به ادارهٔ امور خصوصی خود توانا شوند و به یاری فن سخنوری در اجتماعات سیاسی مردمان را به درستی عقاید خود معتقد سازند و بدین سان در ادارهٔ امر کشور نقشی بازی کنند.»
سوفسطاییان سیاست را به گونهٔ سرگرم‌کننده‌ای وارد زندگی روزانهٔ مردم کردند. اگر بخواهیم سوفسطاییان را با کسانی که امروز زندگی می‌کنند مقایسه کنیم شاید بشود گفت که " نیمه استاد و نیمه روزنامه نویس " بودند لذا ورود یک سوفیست به شهر حادثه‌ای مهم بود و جوانان گرد او جمع می‌شدند، که صحنه‌ای از آن را افلاطون در رسالهٔ پروتاگوراس به تصویر کشیده‌است.
سوفسطاییان از نظر سیاسی به دو دسته تقسیم می‌شدند. یک دسته معتقد بودند که طبیعت خوب ولی تمدن بد است (مثل روسو) قانون، اختراع اقویا و برای برده ساختن انسان‌ها است. ترازیماخوس در جمهوری کتاب نخست در تعریف عدالت می‌گوید " عدالت آن چیزی است که برای قوی سودمند باشد ." و در ادامه در پاسخ ایرادات سقراط می‌گوید " هر حکومت هر قانونی را با در نظر گرفتن منافع خود وضع می‌کند؛ حکومت دموکراسی منافع عموم مردم را در نظر می‌گیرد و حکومت استبدادی منافع حاکم مستبد را، حکومت‌های دیگر نیز مطابق همین قاعده عمل می‌کنند و با وضع قانون آنچه به نفع حاکم تشخیص دهند حق می‌نامند؛ و از همهٔ مردمان می‌خواهند که آن را محترم بشمارند و کسی را که از آن سر پیچید قانون شکن و ظالم نام می‌دهند و به کیفر می‌رسانند. بنابراین معنی پاسخ من این است که در هر کشور حق و عدالت چیزی است که برای حکومت آن کشور سودمند باشد، و چون در همهٔ کشورها قدرت در دست حکومت است از این رو اگر نیک بنگری خواهی دید که عدالت در همه جا یک چیز بیش نیست: "چیزی که برای قوی سودمند باشد ."
دستهٔ دیگر معتقد بودند که طبیعت نه خوب و نه بد است (مثل نیچه) و قانون، اختراع ضعفا است برای بازداشتن و منع اقویا. قدرت بالاترین فضیلت است و عاقلانه‌ترین و طبیعی‌ترین حکومت‌ها، حکومت اشراف است. افلاطون در رسالهٔ گرگیاس از زبان کالیکلس خطاب به سقراط می‌گوید " کسی که بخواهد چون آزاد مردان روزگار بگذراند باید هوس‌ها و شهوات خود را به جای محدود ساختن بپرورد و به آن‌ها نیرو رساند و دانش و زیرکی خود را برای راضی کردن آن‌ها به کار اندازد. البته بیشتر مردمان به ان کار توانا نیستند و چون از ناتوانی خود شرم دارند برای پنهان ساختن آن لگام گسیختگی و نا پر هیز کاری را زشت می‌شمارند و بدین سان می‌کوشند کسانی را که از نظر طبیعی قوی ترند محدود سازند، و چون خود از ارضای هوس‌ها و رسیدن به آرزوها نا توانند خویشتن داری و عدالت را می ستایند. پس این ستایش از نا توانی است. برای کسانی که فرمانروایی را از پدر به ارث برده یا به یاری نیروی طبیعی خود تاج و تخت به دست آورده‌اند، چه چیزی زشت تر و بد تر از خویشتن داری است؟ اینان که می‌توانند از هر موهبتی بر خوردار گردند بی‌آنکه مانعی در راهشان باشد، چگونه چشم داری به دست خود فرمانروایی بر خود بتراشند و در برابر قانون و داد گاه و سخن‌های واهی تودهٔ مردم سر فرود آورند؟ کسی که بر کشوری فرمان می‌راند اگر به اسارت خویشتن داری و عدالت چنان گردن نهد که نتواند در آن کشور به دوستان خویش نصیبی بیش از دشمنان برساند، زبون و سیه روز نیست؟ "
چرا مردم یونان از سوفسطاییان انزجار داشتند؟ افلاطون در رسالهٔ پروتاگوراس از زبان سقراط به هیپوکراتس می‌گوید: " شرم نداری که در نزد یونانیان به سوفیستی شهره شوی ؟"
1. کسانی که به تفکر در بارهٔ مسائل مربوط به شناسایی و حقوق و اخلاق می‌اندیشیدند به کنجکاوی ناروا متهم می‌شدند.
2. گرفتن مزد برای کار ذهنی و فکری عملی بسیار زشت به‌شمار می‌رفت و به منزلهٔ بندگی داوطلبانه تلقی می‌شد
3. کسانی که پول نداشتند تا به عنوان حق‌الزحمه به سوفسطاییان بپردازند و نمی‌توانستند در جرگهٔ شاگردان سوفسطاییان قرار گیرند و اگر گذرشان به دادگاه می‌افتاد نمی‌توانستند در برابر حریفانی که فن سخنوری را بلد بودند مقاومت کنند در نتیجه درداد گاه محکوم می‌شدند.
4. رشته‌های مذهبی و اخلاقی که افراد جامعه را به هم پیوند می‌داد یکباره پاره شد و آن‌ها نتوانستند قواعد اخلاقی جدیدی جایگزین کنند؛ و معیارهای ثابتی ارائه دهند.
5. کسانی که کامیابی شخصی را برتر از همه چیز می‌دانستند برای اندیشه خود پشتوانهٔ فلسفی یافتند.
6. سوفسطاییانی که سخنوری یاد می‌دادند کم‌کم کارشان بالا گرفت و به شاگردان خود می‌آموختند که چگونه حق را باطل و باطل را حق جلوه دهند؛ و شاگردان خود را به جدل و مناظره تشویق می‌کردند.

خدمات سوفسطاییان:
1. اندیشهٔ آدمی را از بسیاری از قیود اوهام و خرافات آزاد ساختند.
2. دانش‌های گوناگونی را رواج دادند.
3. سوالات بزرگی را در برابر بشر قرار دادند به تعبیر ویل دورانت " مشخص‌ترین و عمیق‌ترین پیشرفت فلسفهٔ یونان با سوفسطاییان شروع گردید. "

## سقراط- افلاطون- ارسطو
بزرگ‌ترین فیلسوفان یونان باستان؛ سقراط، افلاطون و ارسطو. هر یک از این سه فیلسوف نقش مؤثری در شکوفایی تمدن اروپا داشته‌است.

### سقراط فیلسوف خردگرا
«شناخت واقعی از درون انسان سرچشمه می‌گیرد». در تاریخ اندیشهٔ غرب سقراط یک مرجع است، زیرا «قبل از سقراط» و «بعد از سقراط» سخن می‌رانند. پیش از او فلاسفه نظریه‌های خود را به گونه‌ای شاعرانه و بیشتر نزدیک به روش پیامبران و کاهنان بیان می‌کردند. پس از او اما، بیشترین مکاتب باستان خود را وارث او یا متأثر از او می‌دانند. سقراط، از آن پس مبدل می‌شود به فرزانه‌ای قهرمان، پایه‌گذار پرسش فلسفی و تجسد مطالبات اخلاقی. این مرد عجیب که بود که به رغم این همه تأثیر، چیزی ننوشت. آیا هنوز می‌توان او را، ورای تودهٔ وسیع افسانه‌ها و تفسیرها، باز شناخت؟
سقراط(۴۷۰ تا ۳۹۹ ق. م) نخستین فیلسوفی است که در شهر آتن به دنیا آمد و بیشتر عمر خود را در بازار و خیابان‌های این شهر به صحبت با مردم گذراند. سقراط ظاهری ناخوشایند و زشت داشت، کوتاه قد و چاق بود چشمانی تنگ و بینی پهن و بزرگی داشت؛ ولی آن گونه که گفته‌اند، دارای باطنی دلپذیر بود. علاوه بر همه‌ای اینها، اگر تمامی گذشته و حال را جستجو کنیم، محال است بتوانیم کسی را مانند او بیابیم.
به‌جا خواهد بود سقراط را اسرار آمیزترین شخیصت تمامی تاریخ فلسفه دانست. فیلسوفی که یک سطر مطلب هم ننوشته‌است؛ ولی بیشترین تأثیر را درتفکر اروپایی و حتی بیرون اروپا داشته‌است. پس از مرگش مؤسس چندین دیگاه فلسفی شد. نسبت دادن دیدگاه‌های مختلف فلسفی به او بیشتر به دلیل همین اسرار آمیزی شخصیتش بود.
آنچه ما در بارهٔ سقراط می‌دانیم، بیشتر از نوشته‌های افلاطون استخراج شده‌است. افلاطون شاگرد سقراط بود و خودش هم یکی ار بزرگترین فیلسوفان تاریخ به‌شمار می‌رود.

#### افلاطون
افلاطون رساله‌های متعددی نوشته‌است و در بسیاری از این رساله‌ها با گفتگوها، سقراط در بحث‌های فلسفی وی شرکت دارد.
وقتی افلاطون از زبان سقراط سخن می‌گوید، مشخص نمی‌شود که آنچه بازگو می‌شود، دیدگاه افلاطون است یا سقراط. به همین دلیل تشخیص آرای سقراط از افلاطون ساده نیست.
این نکته که سقراط واقعاً که بوده‌است، اهمیت چندانی ندارد. آنچه اهمیت دارد، تصویری است که افلاطون از او به دست می‌دهد و پس از ۲۴۰۰ سال هنوز باقی و جاری است.
هسته اصلی مباحثات سقراط این نکته بود که او قصد آموزش کسی را نداشت. او به ظاهر نشان می‌داد که می‌خواهد از طرف مقابل خود چیزی یاد بگیرد. به این ترتیب روش تعلیم او اصلاً به معلم‌های دیگر شباهت نداشت. او به جای درس دادن، از بحث کردن استفاده می‌کرد.
سقراط که مادرش قابله بود مدعی بود که پیشه مادرش را دنبال می‌کند. وی می‌گفت که قابله خودش نمی‌زاید بلکه هنگام زایمان به دیگران کمک می‌کند. بدین‌ترتیب سقراط معتقد بود که وظیفه اش یاری رساندن به دیگران است تا آرا و اندیشه خودرا بیان کنند و از حمل آن فارغ شوند. زیرا شناخت واقعی از درون انسان سر چشمه می‌گیرد. به اعتقاد سقراط شناخت را نمی‌توان به درون آدمی وارد کرد بلکه باید از درون او بیرون کشید؛ تنها شناختی که از درون می‌جوشد بصیرت حقیقی است. تأکید سقراط بر این است که زایمان پدیده‌ای طبیعی است. به همین ترتیب انسان‌ها نیز می‌توانند با استفاده از عقل خود، واقعیت‌های فلسفی را دریابند. اگر انسان از «عقل» بهره بگیرد چیزی از درون خود به کار برده‌است. سقراط با بهره‌گیری از نقش فردی که هیچ نمی‌داند مردم را مجبور می‌کرد که از عقل خود استفاده کنند. او خود را نادان یا دست کم نادان‌تر از آنچه بود نشان می‌داد. این رفتار او را استهزای سقراطی می‌نامند.
هدف سقراط این بود که باکمک پرسش‌های دیالوگی اش، اصول اخلاقی را به شنونده منتقل کند. او می‌گفت، هنر قابله گی دیالکتیک، در بحث باعث تولد و کشف حقیقت می‌شود. سقراط می‌کوشید با کمک تمام تکنیک‌های سخنوری و منطق دیالکتیک، شرکت کنندگان دربحث را به تعمق بکشاند.
فیلسوفی به نام سیسرون چند قرن بعد از آن دوره گفته‌است که سقراط فلسفه را از آسمان به زمین فرود آورد. فلسفه را به خانه‌ها و شهرها برد و فلسفه را واداشت به زندگی و به اخلاقیات و خیر و شر بپردازد.
سقراط هم عصر سوفیست‌ها بوده‌است. او مانند آنان و بر خلاف دیدگاه فلاسفه طبیعت‌گرا به مسئله انسان و زندگی آدمی می‌پرداخت. اما سقراط خود را سوفیست یا به عبارت دیگر صاحب معرفت نمی‌دانست، حتی خود را معلم هم نمی‌دانست. سقراط به معنی واقعی کلمه خود را فیلسوف می‌نامید. فیلسوف در واقع کسی است که «دوستدار معرفت» باشد کسی که حاضر است به خاطر معرفت جان خود را از دست بدهد. اعتراف به جهل مبدأ فلسفه سقراط محسوب می‌شود. بدین مفهوم که «داناترین فرد کسی است که می‌داند که نمی‌داند.».
سقراط می‌گفت:خود را بشناس. اگر ذهن و فکر متوجه خود نباشد و خود را نیازماید، فلسفه واقعی تحقق نخواهد یافت. وی معتقد بود که طبیعت خارجی اشیا (افکار فیلسوفانی نظیر پارمنیدس، زنون، فیثاغورس) خوب است اما فیلسوف موضوعی بسیار جالب و شایسته‌تر از از درختان و احجار و ستارگان داردکه نظر دقتش را جلب کند و آن روح انسانی است انسان چیست و چه می‌تواند باشد؟.
برای سقراط مهم بود که بتواند، مبنای برای معرفت آدمی بیابد. او معتقد بود که این بنیان در عقل انسان جای دارد. اعتقاد راسخ سقراط به عقل انسان سبب می‌شود که بتوان او را خرد گرا دانست. سقراط بر خلاف سوفسطاییان که به درک درست و مطلقی از حقیقت اعتقاد نداشتند قصد داشت که فلسفه خود را بر پایه‌ای محکم بنا کند.
سقراط معتقد بود کسی که بداند چه چیزی خوب است، خوب هم عمل می‌کند و معرفت درست به عمل صحیح منجر می‌شود. کسی که اعمالش نیک باشد به انسان واقعی مبدل می‌شود. اشتباهات ما به آن خاطر است که درست را تشخیص نمی‌دهیم و به همین دلیل باید همواره در تلاش دستیابی به دانش بیشتر باشیم. سقراط همیشه سعی داشت مشخص کند چه چیزی حق و چه چیزی ناحق است. او بر خلاف سوفیست‌ها معتقد بود که تشخیص حق از ناحق در شعور آدمی نهفته‌است و نه در اجتماع.
سقراط به این باور بود که همه مردم با استفاده از شعور شان می‌توانند واقعیت‌های فلسفی را درک کنند. او می‌گفت که یک برده نیز می‌تواند همانند یک اشراف‌زاده به کمک شعور خود مسایل فلسفی را حل کند. سقراط شعور زن و مرد را نیز به یک اندازه می‌دانست.
قبلاً اشاره کردیم که سوفیست‌ها و سقراط خود را از مسایل فلاسفهٔ طبیعت‌گرا جدا کرده بودند و بیشتر به انسان و اجتماع توجه داشتند. این درست؛ ولی سوفیست‌ها و سقراط هم از دید خاص به رابطه میان آنچه از یک سو جاودانه است و آنچه از سوی دیگر «در تغییر» است، توجه داشتند. برای آن‌ها این مسئله زمانی مطرح بود که به اخلاق انسان و کمال و فضلیت اجتماع مربوط می‌شد. به‌طور کلی، سوفیست‌ها معتقد بودند که مسئله حق و ناحق از ولایتی به ولایت دیگر و از نسلی به نسل دیگر تغییر می‌کند. بنابرین مسئله حق و ناحق «در تغییر» است و قطعی نیست. سقراط با این عقیده موافق نبود. او به اصول یا ملاک‌هایی جاودانه در رفتار انسان اعتقاد داشت. او معتقد بود که اگر ما از شعور خود بهره بگیریم، می‌توانیم این‌گونه ملاک‌های تغییر نا پذیر را تشخیص بدهیم، زیرا شعور انسان در اصل جاودانه و تغییرناپذیر است.
سقراط عقاید مبنی بر تعدد خدایان نشسته در کوه المپ را ویران کرد، چه ضمانت اجرای اخلاقیات فقط ترس از این خدایان بود؛ که در صورت انکار و نبودشان دیگر برای متابعت از لذایذ و هوای نفس مانعی در کار نبود، و فقط قانون بشری می‌ماند. وی معتقد به خدای یگانه بود؛ و امیدوار بود مرگ وی را از بین نخواهد برد.
نتیجه اینکه سقراط دو مسئله را روشن کرد. یکی مسئله فضیلت (نظریه سقراطی دربارهٔ رابطه میان معرفت و فضیلت مشخصه اخلاق سقراطی است. بنا بر نظر سقراط معرفت و فضیلت یکی است. به این معنی که شخص عاقل، که می‌داند حق چیست، به آنچه حق است عمل نیز می‌کند. به عبارت دیگر، هیچ‌کس دانسته و از روی قصد مرتکب بدی نمی‌شود. هیچ‌کس شر را به عنوان شر انتخاب نمی‌کند) و دیگری مسئله حکومت بود. برای جوانان آتن در آن عصر چیزی حیاتی تر از این دو مسئله نبود. سوفسطاییان عقاید آنان را راجع به خدایان کوه المپ بهم ریخته بودند. اخلاق سست شده بود زیرا عمده ضمانت اخلاق ترس از این خدایان بود. می‌گفت: هیچ چیز مسخره تر از آن دموکراسی که عوام بر آن مسلط باشند نیست. حکومت در دست مردمی بود که دایم در شور بودند سران لشکر به سرعت انتخاب و به همان سرعت عزل و اعدام می‌شدند. اعضای هیئت عالی بر اساس حروف الفبا انتخاب می‌شدند؛ و در میان آن‌ها کشاورزان و بازاریان ساده پیدا می‌شدند. اخلاق در آن جامعه فقط با قوانینی که اینان پایه‌ریزی می‌کردند؛ و ترس از کیفر آن و عذاب خدایان کوه المپ قرص می‌شد حکومتی که بر اساس عقل دانش و اعتقاد درست نبود. می‌گفت:اداره حکومت امری است که برای آن تنها هوش زیاد کافی نیست و مستلزم اندیشه و تفکر وسیعی است که باهوشترین و دقیقترین افراد باید در آن شراکت داشته باشند. روش عملی سقراط صورت دیالکتیک یا گفت و شنود داشت. وی با کسی داخل گفتگو می‌شد و می‌کوشید تا از او افکارش را دربارهٔ موضوعی بیرون بکشد. همین افکار جدید وی را به نوشیدن شوکران رساند.
ارسطو را عقیده برین بود که دو پیشرفت در علم هست که به حق می‌توانیم به سقراط نسبت دهیم_به کار گرفتن «استدلالات استقرائی و تعاریف کلی».
صاحبنظران تاریخ سیر اندیشه، سقراط را روشنفکری خوشبین می‌دانند. به دلیل اعتقاد عمیق اش به خرد انسانی، آن‌ها او را یک راسیونالیست به‌شمار می‌آورند. سقراط می‌گفت، دانش تجربی مفید، واسطه‌ای است برای طرح فلسفه زندگی.
کارل پوپر او را در خردگرایی انتقادی، یک مبلغ عالی و نمونه می‌دانست. برشت به زبان طنز، او را یک مارکسیست ماقبل تاریخ نام گذاشت. نیچه می‌نویسد، سقراط نقطه عطف و گردبادی است درتاریخ جهان. او پیشنهاد می‌کند که در سر در ورودی تمام دانشکده‌های علوم، پرچم و نشانی با نام او نصب گردد. نیچه ادامه می‌دهد که سقراط نابغه کج اندیش ناراضی و سازش‌ناپذیری بود. به نظر گروهی دیگر، سقراط ماتریالیسم و فلسفه طبیعی را رد کرد و اشاعه اخلاق را هدف خود قرار داد. فیلسوفان مسیحی در قرون وسطی او را خویشاوند روحی عیسی مسیح می‌دانند که دانایی اش را در میدان شهر در اختیار مردم کوچه و بازار می‌گذاشت و حاضرشد در راه عقیده اش جان دهد، گرچه او قادر به فرار و مهاجرت نیز بود. نسلی از شاعران دوره باستان سقراط را معلم خود می‌دانستند، چون او روشنفکری نستوه، انقلابی و اصلاحگر اجتماعی بود.
سقراط می‌گفت، مهم‌ترین صفت آدمی، تقوای او است و یکی از شرایط انسان بودن این است که انسان خود را بشناسد. تقوا صفتی است که موجب استقلال و آرامش انسان در زندگی می‌گردد. به نظر او تقوا یعنی دانایی و شناخت و هردو را می‌توان آموخت. سقراط جستجوی حقیقت را بالاترین نشان تقوا و راه رسیدن به سعادت می‌دانست. او وجدان درونی انسان را انگیزه حقیقت جویی او به‌شمار می‌آورد. به نظر سقراط آگاهی و تقوا به تکامل انسان کمک می‌کنند، چون کردار و گفتار از پندار نیک ریشه می‌گیرند و برای پندار و شناخت و دانایی باید به ضعف‌ها و نادانی‌های خود واقف بود.

#### محاکمهٔ سقراط
محاکمه سقراط این پیرمردی هفتاد ساله، و جنگاور پیشین جنگ «پلوپونز»، عضو پیشین شورای شهر و شخصیت برجستهٔ آتنی در سال ۳۹۹ق. م. در آتن برپا می‌شود. سقراط در آن جا به جرم منحرف کردن جوانان و کفر حاضر می‌شود. او متهم است که با فلسفهٔ ویرانگرش، سنت‌ها را زیر سوا ل برده و خدایانی تازه معرفی کرده‌است.
سقراط که به مدت یک هفته زندانی بود با مخالفت با طرح فرار از سوی دوستانش، تصمیم گرفت که به مرگ تن در دهد. این تصمیم همواره بخشی از معمای سقراط به‌شمار می‌آید.
هیئت منصفه دادگاه با اکثریت آرا سقراط را گناهکار دانستند. سقراط می‌توانست تقاضای بخشش کند و اگر می‌پذیرفت که آتن را ترک کند، جان خود را نجات می‌داد ولی اگر او چنین می‌کرد، دیگر سقراط نبود نکتهٔ اصلی اینجاست که او وجدانش و حقیقت را مهم‌تر از زندگی اش می‌دانست. او معتقد بود که در راه منافع کشورش تلاش کرده‌است. اما انگار به همین خاطر نیز به مرگ محکوم شد. لحظاتی بعد در میان انبوهی از مردم و نزدیکترین دوستانش جام شوکران را به دستش دادند و سقراط آن را مستانه سر کشید و جاودانه گشت.

### افلاطون
افلاطون و «عالم مُثـُـل»
بحث روی فلسفه افلاطون از چند منظر بسیار مهم و قابل بازخوانی است:
- منظر تاریخی
- منظر افلاطون‌گرایی نو
- منظر روشنگری
- منظر پسا مدرن

زمانی که سقراط جام شوکران را نوشید افلاطون(۳۴۷تا۴۲۷ ق. م) بیست و نه ساله بود. او مدت‌ها شاگرد سقراط بود و تمامی آنچه بر سقراط آمد به جشم خود دید. این موضوع که آتن نجیب‌ترین انسان آن شهر را به مرگ محکوم کرد نه تنها تأثیری فراموش نشدنی در افلاطون باقی گذارد بلکه او را مصمم کرد که دیدگاه استاد را در زمینه‌های مختلف فلسفی مشخص سازد. مرگ سقراط به افلاطون ثابت کرد که ممکن است میان واقعیت اجتماعی و رؤیای اجتماعی تضادی وجود داشته باشد. نخستین کار افلاطون به عنوان فیلسوف انتشار دفاعیه سقراط بود. افلاطون در این اثر آنچه در دادگاه عالی آتن بیان داشته بود به رشته تحریر درآورد. افلاطون جز دفاعیه سقراط تعدادی نامه و چیزی بیش از سی و پنج رساله از خود باقی گذاشته‌است. یکی از مهم‌ترین دلایل محفوظ ماندن این نوشته‌ها و جود مدرسه‌ای بود که افلاطون خارج از شهر آتن شخصاً تأسیس کرد. این مدرسه فلسفه در باغی نزدیک آتن قرار داشت و صاحب آن پهلوانی به نام آکادموس بود. به همین دلیل مدرسه فلسفه افلاطون به نام آن پهلوان معروف شد. از آن زمان تاکنون هزاران آکادمی در سرتا سر دنیا تأسیس شده‌اند. در آکادمی افلاطون فلسفه ریاضیات و ژیمناستیک مورد گفتگو قرار می‌گرفت به همین خاطر است که افلاطون فلسفه خود را به صورت مکالمه نوشته‌است. افلاطون به رابطه میان آنچه از یک سو جاودانه و تغییرناپذیر است و آنچه از سوی دیگر "در تغییر " است توجه داشت. درست مانند فلاسفه پیش از سقراط! یعنی افلاطون به آنچه در طبیعت جاودانه و تغییرناپذیر بود توجه داشت و هم به آنچه در اخلاق و اجتماع جاودانه بود اهمیت می‌داد.
این دو موضوع برای افلاطون یک مسئله واحد بود. او بدنبال نوعی «واقعیت» واحد بود که جاودانه و تغییر نا پذیر باشد. افلاطون معتقد بود هر چیزی که در طبیعت می‌توانیم لمس یا حس کنیم تغییر می‌کند. بنا برین عنصری وجود ندارد که تجزیه ناپذیر باشد. تمامی محسوسات از ماده‌ای تشکیل شده‌اند که در طول زمان تجزیه می‌شود. اما از سوی دیگر همه چیز از شکل یا صورتی کلی ساخته شده که جاودانه و تغییرناپذیر است. پدیده جاودانه و غیرقابل تغییر در نزد افلاطون «عنصر اولیه» فیزیکی نیست بلکه نمونه‌هایی ذهنی و انتزاعی است که اصل تمامی محسوسات را تشکیل می‌دهند. افلاطون از شباهت میان پدیده‌ها در حیرت بود و به همین دلیل نتیجه گرفت که هر چه در اطراف ما وجود دارد در اصل با نمونه‌پذیری از مجموعه محدودی نمونه‌های اولیه ساخته شده‌است. او این نمونه‌ها را مُثُل نامید. به اعتقاد او در پس تمامی اسب‌ها خوک‌ها و آدم‌ها «مثال اسب» «مثال خوک» و «مثال آدم» قرار دارد. افلاطون در پس «محسوسات جهان» تنها به وجود یک واقعیت معتقد بود. او این واقعیت را «عالم مُثُل» نامید و اعتقاد داشت که نمونه‌های اصلی یعنی همان تصاویر اولیه که نمونهٔ تمامی پدیده‌های موجود در طبیعیت اند در این عالم قرار دارند. این نظر مهم را نظریه مُثُل افلاطون می‌نامند. افلاطون عقیده داشت که هیچ‌گاه نمی‌توان دربارهٔ آنچه تغییر می‌یابد درک درست و اطمینان بخشی به دست آورد. ما دربارهٔ آنچه به دنیای محسوسات تعلق دارد و قابل رویت و لمس است فقط می‌توانیم نظری نا مطمئن داشته باشیم. معرفت حقیقی را تنها می‌توان دربارهٔ موضوعاتی به دست آورد که از طریق عقل قابل تشخیص‌اند. به‌طور خلاصه ما در مورد آنچه احساس یا تصور می‌کنیم درکی نا مطمین داریم ولی در مورد آنچه با عقل تشخیص می‌دهیم معرفت حقیقی و اطمینان بخش داریم. در هر شرایطی مجموع زوایای یک مثلث ۱۸۰ درجه خواهد بود و این همان مُثُل است که افلاطون مطرح می‌کند و به خاطر همین مُثُل است که همه اسب‌ها چهار پا دارند و روی این چهار پا می‌ایستند حتی اگر در جهان محسوسات همه اسب‌ها لنگ باشند.
دنیا در نظر افلاطون به دو بخش عمدهٔ دنیای محسوسات و ظواهر و دنیای مثال و ایده‌ها که تنها با عقل قابل دستیابی می‌باشد تقسیم‌بندی می‌شود.
جهان محسوسات: که دربارهٔ آن فقط می‌توان به کمک حواس پنج‌گانه ناقص و تقریبی شناختی ناقص و تقریبی به دست آورد. در جهان محسوسات همه چیز «در تغییر» است و هیچ چیز نمی‌تواند پایدار بماند. چیزی در جهان محسوسات ثابت نیست همه چیز می‌آید و می‌رود.
جهان مُثُل: که دربارهٔ آن می‌توان به کمک عقل شناخت مطمئن و معرفت حقیقی به دست آورد. این جهان از طریق حواس قابل درک نیست. مُثُل همواره جاودانه و تغییر نا پذیر است. از نظر افلاطون انسان هم موجودی دو بعدی است. ما بدنی (جسم) داریم که «تغییر» می‌کند. این بدن در پیوند ناگسستنی با جهان محسوسات است و مانند هرچیز دیگر تابع اتفاقات است. حواس ما هم به بدنمان مربوط می‌شود و به همین خاطر قابل اطمینان نیست؛ ولی ما از یک روح فنا نا پذیر هم بر خورداریم که در اصل جایگاه عقل ماست و چون روح پدیده‌ای مادی نیست می‌تواند به جهان مُثُل نظر بیفکند. افلاطون معتقد است که روح قبل از این که در جسم حلول کند وجود دارد، روح قبل از حلول در جسم در جهان مُثُل قرار دارد؛ ولی وقتی روح در جسم حلول کند جهان مُثُل را از یاد خواهد برد. وقتی هوس برگشت در روح به جهان اصلی بیدار می‌شود این اشتیاق را افلاطون (Eros) می‌نامد که به معنی عشق است. بنابرین روح نوعی «اشتیاق عاشقانه» برای بازگشت به مبدأ خود بروز می‌دهد و از همان زمان است که بدن و تمامی آنچه را به حواس مربوط است ناقص و ناپایدار می‌بیند. خواست روح این است که بر بال‌های عشق به پرواز در آید و به کاشانه خود بازگردد و از زندان جسم رها شود.
از دیدگاه افلاطون بدن انسان از سه بخش سر، سینه و تن تشکیل می‌شود. هر یک از این سه بخش ویژگی‌های خود را دارد.
- فکر به سر مربوط است. اراده به سینه تعلق دارد؛ و میل به تن ارتباط می‌گیرد. هریک از این اجزا فضیلتی دارد:
- فکر باید سعی در کسب خرد داشته باشد. اراده نشانگر شجاعت است؛ و میل باید تا حد اعتدال عمل کند.

زمانی که این سه جز آدمی هماهنگ عمل کنند آن وقت انسانی معتدل به وجود خواهد آمد. افلاطون مدینه فاضله اش را همانند انسان ساخته‌است. این دولت هم مانند انسان که سر، سینه و بدن دارد از دولتمرد و سر باز و کارگر برخوردار است. برای او طبقه کارگر شامل تاجر کاسب و کشاورز نیز می‌شود. دراینجا معلوم می‌شود که افلاطون از طب یونان آن ایام به عنوان نمونه استفاده کرده‌است. طب یونانی در آن ایام بر این اعتقاد بود که انسان سالم از اعتدال و تناسب برخوردار است به همین خاطر در دولت او نیز هر فرد جای خاص خود را دارا بوده‌است تا تناسبی به وجود آورد.
فلسفه افلاطون و حکومت فلسفی اش هر دو از خردگرایی سر چشمه گرفته‌است. تصمیم‌گیری در دولت او بر اساس خرد صورت می‌پذیرد و همان گونه که سر جسم را رهبری می‌کند، فیلسوف هم راهبری اجتماع را بر عهده دارد.
وظایف اجزای جسم و دولت را از نظر افلاطون به شکل زیر می‌توان ترسیم کرد.
جسم روح فضلیت دولت
سر فکر خرد رهبر
سینه اراده شجاعت سرباز
تن میل اعتدال کارگر
شاید دولت افلاطون را امروز دولتی استبدادی بدانند و به همین دلیل نیز فیلسوفانی وجود دارند که این نظر افلاطون را شدیداً انتقاد می‌کنند؛ ولی باید در نظر داشته باشیم که او در زمانی زندگی می‌کرده‌است که با زمانهٔ ما تفاوت فراوان دارد. باید توجه داشت که او معتقد بود زنان هم مانند مردان می‌توانند رهبری حکومت را در دست داشته باشند، زیرا رهبری حکومت براساس خرد صورت می‌پذیرد و زنان نیز اگر همانند مردان آموزش ببینند و پرورش بیابند، به اندازه آنان از خرد برخوردار خواهند بود. افلاطون سعی بر آن داشت تا مشکل خانواده و مسایل شخصی را از دوش رهبران و سربازان بردارد. به اعتقاد او، پرورش کودکان مهم‌تر از آن بود که بتواند بر عهده مردم قرار گیرد. پرورش کودکان در مدینهٔ فاضلهٔ او بر عهده دولت بود. افلاطون نخستین فیلسوفی بود که در مورد کودکستان و مدارس شبانه‌روزی صحبت کرده‌است.
افلاطون پس از چند سال تجربه تلخ سیاسی در کشور، مکالمه «نوامیس» را به رشته تحریر درآورد. او در این رساله حکومت آرمانی دیگری را مطرح می‌کند و در این حکومت جدید دارایی شخصی و خانواده را نیز تأیید می‌کند.
به این ترتیب، در حکومت جدید افلاطون آزادی زنان محدود می‌شود؛ با وجود این افلاطون بر این نکته تأکید دارد که زنان در دولت او باید آموزش ببینند و پرورش بیابند و اگر چنین کاری صورت نپذیرد درست مانند آن است که انسان فقط به پرورش دست راست خود بپردازد و دست چپش را فراموش کند.
افلاطون علاقه وافری به ریاضی داشت. زیرا نتیجه عملیات ریاضی هر چند بار که تکرار شود، تغییر نمی‌کند و از این نظر آن را «مطمئن‌ترین دانش» می‌نامید. اما به‌طور کلی افلاطون دربارهٔ دانستنی‌ها و دستیابی انسان به معرفت واقعی بسیار شکاک بود و معتقد بود آنچه ذهن آدمی درک می‌کند چندان مطمئن نیست.
برای مطالعه در زندگی افلاطون بهترین روش همان مطالعهٔ آثار وی است. مهم‌ترین اثر وی (جمهور) است که با زبانی ادبی به نگارش درآمده‌است و از این راه می‌توان به ذوق ادبی وی پی برد. در این اثر در باب مسائل گوناگونی از فلسفه، اخلاق، سیاست، هنر، تربیت و مسائل مابعدالطبیعه سخن به میان آمده‌است.
فلسفه سیاسی افلاطون نه تنها فلسفه‌ای ضد دموکراسی است بلکه مقوله‌ای ماوراء طبیعی نیز می‌باشد (Metaphysics). واژه الهیات (Theologies) را برای اولین بار افلاطون بزبان آورد و در کتاب Nomoi فیلسوف طرح یک نظم الهی را پایه‌گذاری نمود که در آن اجازه بیان هیچ گونه اختلاف نظری با این جهان بینی مذهبی وجود ندارد. سؤال افلاطون هنوز باب روز است: کدام دولت بهتر و کدام نظم منصفانه تر است.

### ارسطو
ارسطو نه تنها آخرین فیلسوف بزرگ یونان به‌شمار می‌رود، بلکه نخستین زیست‌شناس اروپا نیز محسوب می‌شود. ارسطو از اهالی آتن نبود. او در مقدونیه در سال ۳۸۵ پیش از میلاد به دنیا آمد و زمانی به آکادمی راه یافت که خود ۱۷ ساله بود و افلاطون ۶۱ سال داشت. تأثیر حرفهٔ پدر که طبیب شخصی پادشاه مقدونیه به نام “ امین تاز “ بود، در طرح فلسفی ارسطو کاملاً محسوس است. طبیعت و حیات برای او اهمیت خاصی داشت. ارسطو بعد از مرگ اسکندر به غرب آسیای صغیر گریخت، چون غرض ورزان او را متهم به کفر و الحاد نمودند. قبل از فرار به آسیای صغیر ارسطو گفته بود که نمی‌خواهد باردیگر دست آتنی‌ها را، مانند مورد سقراط، به قتل فیلسوفی آلوده نماید.
پس از فرار، او در غرب ترکیه امروزی به خدمت یکی از حاکمان محلی علاقه‌مند به فلسفه درآمد. و بعد از اینکه، به نقل از مورخین یونان، هخامنشی‌ها آن امیر و حاکم را به قتل رساندند، ارسطو باردیگر مجبور به بازگشت به آتن شد؛ و در سال ۳۲۲ پیش از میلاد در آتن درگذشت.
اگر افلاطون در صورت‌های جاودانه یا "مُثُل" غرق شده بود که اصلاً به تغییرات طبیعت توجه نداشت. ارسطو، برخلاف استادش به تغییرات یا به عبارت امروزی، به فرایندهای طبیعی اهمیت می‌داد.
اگر افلاطون جهان محسوسات را نادیده می‌گرفت و آنچه ما در اطراف خود می‌بینیم، به صورت بسیار سطحی از نظر می‌گذراند؛ ولی ارسطو درست عکس افلاطون رفتار می‌کرد. او به طبیعت می‌رفت و در بارهٔ موجودات طبیعی به تحقیق می‌پرداخت.
به هین دلیل می‌توان گفت که افلاطون فقط از عقلش استفاده کرد و ارسطو در کنار عقل از حواس هم بهره گرفت. اختلاف در روش کار استاد و شاگرد به همین‌جا ختم نمی‌شود. نوشته‌های افلاطون بیشتر جنبهٔ شاعرانه و اساطیری دارد درحالی که آثار ارسطو خشک و مفصل است، درست مثل دائرةالمعارف. بسیاری از نوشته‌های ارسطو به بررسی‌های دقیق طبیعت می‌پردازد.
در آثاری که از دوران باستان باقی مانده‌است به بیش از صد و هفتاد نوشته ارسطو اشاره شده‌است. از این مجموعه تنها چهل و هفت اثر باقی مانده‌است که هیچ‌کدام کامل نیست. اکثر نوشته‌های ارسطو یادداشت‌هایی است که او برای سخنرانی تهیه کرده بود. در زمان ارسطو نیز فلسفه هنوز جنبهٔ شفاهی داشته‌است.
اهمیت ارسطو برای فرهنگ اروپا تنها به این خاطر نبود که او برای نخستین بار زبانی علمی به وجود آرد و اصطلاحاتی را ابداع کرد که هنوز هم در علوم مختلف به کار می‌رود. او اساسی نهاد که بر مبنای آن علوم مختلف به وجود آمدند و نظم یافتند.
قبلاً اشاره کردیم که افلاطون هم مانند فیلسوفان قبل از خود، سعی داشت تا در تمامی تغییرات، عاملی جاودانه و تغیر ناپذیر بیابد. به همین خاطر هم به مُثُل متوسل شد و اعلام کرد که مُثُل نمونه‌های کامل تمامی پدیده‌های هستند که در جهان محسوسات دیده می‌شوند. به علاوه افلاطون معتقد بود که این مثال‌ها از تمامی پدیده‌های موجود در طبیعت واقعی ترند. ابتدا مثال "اسب" پدید می‌آید، سپس تمام اسب‌های موجود در جهان محسوسان از روی آن به وجود می‌آید. بنابرین ار نطر او مثال"مرغ" قبل از مرغ و تخم مرغ پدید آمده‌است.
ارسطو معتقد بود که افلاطون همه چیز را سرچپه دیده‌است. او مانند استادش معتقد بود که هر اسب مشخص"تغییر "می‌کند و هیچ اسبی جاودانه نیست. ارسطو این نظر استادش را هم تأیید می‌کرد که صورت اسب جاودانه و تغیر نا پیر است؛ اما معتقد بود که "مثال" اسب مفهومی است که انسان پس از دیدن اسب‌های مختلف در ذهنش به وجود آورده‌است. بنابرین ممکن نیست"مثال" یا صورت" اسب قبل از شناخت اسب وجود داشته باشد. از نظر ارسطو،"صورت" اسب شامل ویژگی‌هایی است که اسب دارد و این ویژگی‌ها در کل، نوع اسب را به وجود می‌آورد. ارسطو اعتقاد نداشت که این صورت‌ها در طبیعت مستقل از یکدیگرند. به اعتقاد او"صورت هاً ویژگی‌های اشیاء هستند و این ویژگی‌ها در درون هر شیی نهفته‌است.
ارسطو با این نظر افلاطون نیز مخالف بود که مثال"مرغ" قبل از خود مرغ پدید آمده باشد. آنچه ارسطو"صورت" مرغ می‌نامید، به ویژگی‌های مرغ مربوط است. مثلاً این ویژگی که مرغ تخم می‌گذارد. بنابرین، مرغ و "صورت"مرغ از یکدیگر قابل تفکیک نیستند؛ درست مثل روح و جسم.
اصل مهم در این بحث توجه به نوعی تغییر جهت روش تفکر است. بالاترین واقعیت برای افلاطون اندیشیدن به کمک عقل بود و ارسطو حواس را تنها منبع دانش و واقعیت می‌دانست. افلاطون معتقد بود که آنچه در طبیعت قابل رویت است، بازتابی از واقعیت‌های جهان مُثُل است که در روح انسان نهفته‌اند. نظر ارسطو درست عکس این بود. به اعتقاد ارسطو، آنچه در روح انسان وجود دارد، در اصل بازتابی از اشیاء موجود در طبیعت است. به نظر ارسطو، افلاطون خود را دربند تصویری اسطوره‌ای از جهان ساخته بود که تصورات را به جای واقعیت‌ها نشان می‌داد.
ارسطو به این نکته تأکید داشت که شناخت تنها از طریق ادراک میسر است. در مورد حتماً افلاطون معتقد بود که هیچ چیزی نمی‌تواند در طبیعت پدید بیاید مگر این که قبلاً در جهان مُثُل وجود داشته باشد. به اعتقاد ارسطو، افلاطون از این طریق همه چیز را دو برابر کرده بود.
این پرسش به میان می‌آید که "مثال اسب" از کجا آمده‌است؟ شاید اسب سومی هم وجود دارد که این مثال اسب از روی آن ساخته شده باشد؟
ارسطو معتقد بود که آنچه ما در فکر و نظر خود داریم از طریق آنچه دیده و شنیده‌ایم تحقق یافته‌است. اما انسان نوعی شعور ذاتی نیز دارد. درما این استعداد ذاتی وجود دارد که بتوانیم تأثیرات جسی ما را طبقه‌بندی کنی و آن‌ها را منظم سازیم. به همین ترتیب است که مفاهیمی نظیر"سنگ"،"گیاه"،"انسان"،"حیوان" به وجود می‌آید.
به این ترتیب ارسطو با ذاتی بودن شعور در انسان مخالف نبود، بلکه برعکس، او شعور را مهم‌ترین ویژگی انسان می‌دانست، ولی معتقد بود که این شعور تا زمانی که از طریق محسوسات به درک چیزی نایل نیاید،"خالی" است. به این ترتیب ممکن نیست"مُثُل" ذاتی انسان باشد.
ارسطو بالاخره به طرح خود پرداخته و تکلیفش را با نظر مُثُلی افلاطون روشن کرد. به اعتقاد ارسطو، واقعیت‌ها از پدیده‌های مختلفی تشکیل شده‌است که اتحادی میان"صورت" و "ماده" را نشان می‌دهند. "ماده" در اصل جوهر تشکیل دهندهٔ پدیده هاست و "صورت" مشخصه‌های ویژه پدیده‌ها را نشان می‌دهد.
ارسطو به تغییرات طبیعت توجه داشت. ماده بالقوه می‌تواند صورتی داشته باشد. به این ترتیب می‌توان گفت که ماده کوشش و تلاش دارد از قوه به فعل در آید و بر اساس دیدگاه ارسطو هر نوع تغییری در اصل تبدیل یک ماده از قوه به فعل است.
اختلاف فلسفه سیاسی ارسطو از افلاطون را چنین می‌توان فورمول بندی کرد:
- افلاطون خواستار یک انقلاب فرهنگی است و ارسطو نمی‌خواهد با فرهنگ موجود قطع رابطه بکند
- افلاطون فقط به یک ایده معتقد است و ارسطو به ایده‌های متعدد
- افلاطون متخصصان را در نظر دارد و ارسطو تمام شهروندان را
- افلاطون در امر سیاست به فلسفه ماوراء طبیعی (متافیزیک) اعتقاد دارد و ارسطو این باور را ندارد
- افلاطون تئوری فلسفی خود و عمل کرد اجتماعی را ادغام می‌کند و برای ارسطو فلسفه عملی (practical philosophy) معتبر است.

ارسطو مردی در نهایت نظم و ترتیب بود که می‌خواست مفاهیم موجود در اذهان مردم را جمع و جور و مرتب کند. او از همین طریق علم منطق را مطرح کرد و قواعد ریاضی وار و خشکی را برای این علم در نظر گرفت تا به کمک آن‌ها بتوان قضایای منطقی را تعریف کرد. مثلا: " همه جانداران می‌میرند"(گزاره اول)، " ما همه جاندار هستیم"(گزاره دوم)، نتیجه چنین می‌شود که،" ماهم می‌میریم". در این مثال ما بصراحت رابطه میان مفاهیم را می‌بینیم.
ارسطو هنگام طبقه‌بندی پدیده‌های موجود در طبیعت، آن‌ها را در مرحلهٔ نخست به دو گروه تقسیم می‌کند. گروه اول را بی جان می‌نامد؛ مانند سنگ و چوب و قطرهٔ آب و پستی‌ها و بلندی‌های زمین. در این دسته از پدیده‌ها امکان تغییر وجود ندارد و به اعتقاد ارسطو تنها از طریق عوامل خارجی می‌توان تغیری در آن‌ها به وجود آورد. گروه دوم جاندار نام دارد که در درون آن‌ها امکان تغییر وجود دارد.
به اعتقاد ارسطو، پدیده‌های موجود در طبیعت را می‌توان از نهایت بی جانی تا نهایت جانداری طبقه‌بندی کرد. پس از طبقهٔ کاملاً بی جان، به گیاهان می‌رسیم که نسبت به بی جان‌ها، جاندار به حساب می‌آیند و نسبت به جانداران بی جانند. ارسطو جانداران را نیز در دو گروه جانوران و انسان‌ها طبقه‌بندی می‌کند.
ارسطو تصور می‌کرد که هر گونه حرکت بر روی زمین از طریق حرکت ستارگان و سیارات هدایت می‌شود. اما به هر حال باید چیزی هم سبب حرکت اجرام آسمانی می‌شد. او این قوه را محرک اول یا خداوند می‌دانست. از دیدگاه ارسطو، محرک اول حرکت ندارد ولی علت حرکت اجرام آسمانی است که خود موجب حرکت در طبیعت می‌شوند.
ارسطو معتقد بود که"صورت " انسان از "روح گیاهی"،"روح حیوانی" و "روح منطقی" برخوردار است. به عقیده او انسان زمانی می‌تواند خوشبخت شود و زندگی خوبی داشته باشد که از تمامی استعدادها و امکانات خود بهره بگیرد.
ارسطو به سه نوع خوشبختی معتقد بود. او نوع اول خوشبختی را زندگی شاد و خوش می‌دانست. نوع دوم خوشبختی را در زندگی به عنوان شهروندی آزاد و مسئول می‌دید و عقیده داشت که نوع سوم خوشبختی در زندگی شامل کسی می‌شود که متفکر و فیلسوف باشد.
ارسطو معتقد بود که این سه نوع خوشبختی وابسته به یکدیگرند، تا انسان از طریق آن‌ها بتواند به خوشبختی در زندگی دست یابد. به این ترتیب او مخالف زندگی یک بُعدی بود. اگر ارسطو امروز زندگی می‌کرد، شاید فردی را که فقط به پرورش اندام می‌پردازد همانند فردی که فقط به پرورش ذهن خود توجه دارد، یک بُعدی می‌نامید؛ زیرا به اعتقاد او این افراط و تفریط به یک اندازه بر خوشبختی اثر منفی می‌گذارد.
او دربارهٔ فصلیت معتقد است که فصلیت"حد وسط طلایی"میان افراط و تفریط است. نه ترس درست است و نه جسارت بی منطقی؛ آنچه برای ما نهایت مطلوب به‌شمار می‌رود شجاعت است. از شجاعت کمتر، ترس است و بیشتر از آن جسارت خواهد بود. نه خست شایسته‌است و نه اسراف؛ آنچه پسندیده به‌شمار می‌رود، سخاوت است. از سخاوت کمتر، خست است و از آن بیشتر اسراف.
این موضوع در مورد خوردن هم صادق است. کم خوری و پرخوری هر دو خطرناکند. آنچه افلاطون و ارسطو در بارهٔ اخلاق مطرح می‌کنند بر پایهٔ طب یونان باستان استوار است. در دانش پزشکی آن ایام اعتقاد بر این بود که با اعتدال و تناسب می‌توان فردی خوشبخت و "متناسب" بود.
دیدگاه ارسطو در بارهٔ اجتماع نیز بر اساس مخالفت با افراط و تفریط پی ریزی شده‌است. او انسان را "موجودی سیاسی" می‌داند و معتقد است که انسان بدون اجتماع، کامل نیست. براساس نظر ارسطو، خانواده و دهکده نیازهای اولیه و ابتدایی مردم را نظیر غذا، گرما، همسر و فرزند تأمین می‌کند، اما شکل نهایی اجتماع، تنها می‌تواند دولت باشد.
ارسطو سه نوع حکومت را طرح کرده‌است:
- حکومت سلطنتی: در این نوع حکومت، رهبری جامعه را یک فرد در دست دارد. ارسطو این حکومت را زمانی مطلوب می‌داند که به «استبداد» منجر نشود و این در شرایطی است که رهبر تنها نفع خود را در نظر نگیرد
- حکومت اشرافی:در حکومت اشرافی، رهبری مردم بر عهدهٔ گروهی از حاکمان است. هیئت حاکمه باید از خودکامگی پرهیز کند و در غیر این صورت، حکومت اشرافی به «دیکتاتوری» مبدل می‌شود.
- حکومت دموکراسی: این حکومت نیز ممکن است مطلوبیت خود را از دست بدهد و آن در شرایطی است که به رهبری اوباشان منجر شود.
- «به زبان انقلابی یا با زبان مبارزه مسلحانه سابق می‌توان گفت که ارسطو درتاکتیک، فیلسوفی ماتریالیست و در استراتژی، عالمی ایده‌آلیست بود. یعنی او در زندگی روزمره، مرد جهان بود و دیالکتیکی فکر و عمل می‌کرد، و در عالم سماوات ونهایی، مردخدا و ایده آلیست گردید، و تا مرز خرافات حاکم درفرهنگ آنزمان، پیش می‌رفت. به نقل از صاحبنظران امروزی، ارسطو اغلب درفلسفه اش اصول ماتریالیستی و ایده‌آلیستی را با هم می‌آمیخت. انگلس او را در میان فیلسوفان عهد باستان، مهمترین فیلسوف جهانی می‌داند. گرچه او برخلاف افلاطون که اهل پایتخت و آتن بود، فیلسوفی شهرستانی نام گرفت. ارسطو حدود ۲۴۰۰ سال پیش نوشت که هدف فلسفه باید شناخت باشد. فلسفه درزمان ارسطو علم جامعی بود که شامل علوم گوناگون گردید که هر شهردار، فرماندار، ژاندارم و معلمی باید بااصول آن آشنایی می‌یافت. او اولین فیلسوفی است که فلسفه را سیستم بندی کرد. یعنی آن را به صورت یک چهارچوب فکری درآورد. سیستماتیزه کردن فلسفه اوبراین اساس بود که او بین تئوری و عمل درفلسفه فرق گذاشت. به نظر او حقیقت یعنی تطابق فکر با واقعیت. او مدعی بود که اشتغال به فلسفه سبب شادمانی، رضایت، انسانیت، شجاعت و سلامت روح می‌گردد. بهترین نوع زندگی برای او، کوشش برای شناخت بیشتر در زندگی کوتاه انسانی است. او می‌گفت انسان باید بکوشد تا ابدی شود و مرگ نتواند اورا به وادی فراموشی پرتاب نماید.»

به اعتقاد ارسطو، چیزی در زنان کم است. او به همین خاطر زنان را «انسان ناقص» می‌دانست. ارسطو معتقد بود که زنان در تولید مثل منفعل و پذیرا هستند در حالی که مردان فعال و مولدند؛ به همین دلیل کودک ویژگی‌های خود را فقط از پدر به ارث می‌برد. ارسطو معتقد بود که تمامی خصوصیات کودک در نطفهٔ مرد شکل می‌گیرد و زن در این میان تنها نقش محیطی را ایفا می‌کند که نطفه در آن رشد می‌کند. به این ترتیب، مرد «صورت» کودک را به وجود می‌آورد و زن «ماده» آن را می‌سازد.
این موضوع که اندیشمندی زیرک و دانا مانند ارسطو در مورد رابطهٔ جنسی تا این اندازه اشتباه کند، طبعاً شگفت‌انگیز و تاسف آوراست؛ ولی همین موضوع به دو نکته اشاره دارد. نخست این که ارسطو اطلاعات تجربی کافی در مورد طبیعت زنان و کودکان نداشته‌است و دوم این که وقتی مردان تنها خود را شایسته فیلسوف و محقق بودن بدانند، بالاخره نقصی در کار وجود خواهد آمد.
دیدگاه ارسطو در بارهٔ زن متأسفانه در تمامی دورهٔ قرون اوسطی تأیید شد و نظر افلاطون به دست فراموشی سپرده شد. نظر ارسطو در کلیسا رواج پر دامنه یافت.
«محققین غرب به اغراق رقم آثارش را بین ۴۰۰ تا ۱۰۰۰ جلد کتاب حدس می‌زنند. یکی از دوستداران او حتی مدعی است که تعداد جملات بیان شده او به حدود نیم میلیون می‌رسد. آثار بجا مانده از ارسطو در زمینه: منطق، طبیعت شناسی، متافیزیک، نویسندگی، سیاست، سخنرانی، اخلاق و جانورشناسی هستند. او تأثیر دورانسازی روی تعریف و تغییر علومی مانند: گیاهشناسی، جانورشناسی، منطق، ریاضیات، و سیاست گذاشت. ارسطو از اولین دانشمندانی بود که بین علوم گوناگون زمان خود فرقی قایل شد. او در کتاب سیاست، انسان را موجودی اجتماعی معرفی می‌نماید، گرچه او بین انسان‌ها فرقهای طبیعی قایل است و از برده داری و خواجه کردن خادمین دفاع می‌کند. درکتاب متافیزیک، او به بررسی رابطه بین ماده و فرم اشیا می‌پردازد. در اینجاست که واژه متافیزیک یا مافوق طبیعت او مارا بیاد واژه باطن اشیا می‌اندازد. آثار ارسطو در طول سده‌های میانه، نرم و اصلی برای مکتب مدرسین یا اسکولاستیک گردید. او روی جریانهای فلسفی ایده‌آلیستی و ماتریالیستی قرون وسطی تأثیری به جای ماندنی گذاشت. سیستم فکری او از قرن پنجم میلادی تاکنون در اروپا با مسیحیت درهم آمیخت وبا کمک مکتب مدرسین اسکولاستیک پایه فلسفه رسمی مسیحیت شده. ارسطو از نظر کیفی، طبیعت را درحال یک پروسه تکامل می‌بیند و آغاز هر حرکت را به دلیل نیروی الهی حدس می‌زند، گرچه نیروی آغازین مورد نظر او با خالق اذلی در دین مسیحیت با هم شباهتی ندارند. متفکرین رومی و فیلسوفان مسلمان، فلسفه ارسطو را به اروپا در سده‌های میانه رساندند. او علم و فلسفه کشورهای مسلمان و عرب را قرنهاست که تحت تأثیر خود قرار داده. گروه دیگر ارسطو را جاده صاف کن الهیات و ایده‌آلیسم مسیحی در میدان تاریخ می‌دانند. مارتین لوتر، اصلاحگر پروتستان به تحقیر، ارسطو را شاعر قصه گو و فیلسوف افکار زنگزده نامید.»

## هلنیسم
در سالی که(۳۲۲ پیش از میلاد) ارسطو در گذشت، یونان در آن سال‌ها و ایام قدرتی بزرگی در دنیا بود و این قدرت بیشتر به خاطر لشکر کشی‌های پردامنه و فتوحات گستردهٔ اسکندر مقدونی(۳۵۶ تا۳۲۳ ق. م) بود.اسکندر پادشاه مقدونیه بود. ارسطو هم از اهالی مقدونیه به‌شمار می‌رفت و حتی مدتی هم به تعلیم اسکندر پرداخت. اسکند توانست از مصر وایران  تا  هند لشکر کرده و تمامی این سرزمین‌ها را زیر سلطهٔ خود درآورده و تمدن یونانی در آن ساحات گسترش و جاری سازد.
به این ترتیب دورهٔ جدیدی از تاریخ بشر آغاز شد. جامعه‌ای بین‌المللی به وجود آمد که فرهنگ و زبان یونانی در آن نقش تعیین‌کننده‌ای داشت. این دورهٔ از تاریخ که حدود سیصد سال طول کشید، معمولاً دوره هلنیسم نامیده می‌شود.منظور از هلنیسم فرهنگ غالب یونانی است که بر چهار امپراطوری بزرگ هلنی، یعنی مقدونی، سوریه، مصر و ایران آن زمان حاکمیت داشت.
حدود سال ۵۰ قبل از میلاد امپراتوری روم حاکمیت سیاسی و نظامی را در اختیار گرفت. از آن پس، این قدرت جدید تمامی امپراتوری‌های هلنی را زیر سلطهٔ خود گرفت و زبان لاتین و فرهنگ رومی از اسپانیا تا اعماق آسیا گسترش یافت؛ و به این ترتیب دوره استیلای روم آغاز شد. این همان دوره‌ای است که به دورهٔ متاخر باستان معروف است. در اینجا باید به نکته‌ای توجه داشته باشیم؛ قبل از این که رومیان جهان هلنی را به زیر سلطهٔ خود درآورند، روم یکی از ایالات زیر نفوذ فرهنگ و طبعاً فلسفهٔ یونانی نقش مهم خود را حفظ کرد و حیات خود ادامه داد.
هلنیسم با ازمیان رفتن مرزهای کشورها و فرهنگ‌های مختلف رشد کرد. پیش از این دوره، یونانیان، رومیان، مصریان، بابلیان، آشوریان، آریاییان  باورهای خاص مذهبی خود را داشتند و خدایان خود را می‌پرستیدند، ولی در این دوره فرهنگ‌های مختلف در هم آمیختند و مجموعه‌ای از اعتقادات دینی، فلسفی و علمی آن زمان در کنار هم قرار گرفتند.
عقاید یونانی در سرتاسر منطقهٔ زیر نفوذ یونانی‌ها گسترش یافت. آهسته، آهسته میادین جنگ به بازارهای تجاری مبدل شد. در پهلوی تبادل اموال و اجناس، تبادل افکار هم به قوت جریان یافت. از سوی دیگر عقاید و آرای سرزمین‌های دیگر هم به مناطق مختلف دنیا راه پیدا و نفوذ کرد. در تمامی حوزهٔ مدیترانه خدایان شرقی نیز پرستیده می‌شدند و ادیانی به وجود آمدند که خدایان و عقاید مذهبی شان از فرهنگ‌های کهن وام گرفته شده بود و به این ترتیب آمیزه‌ای از ادیان یا اختلاط دینی پدید آمد.
پیش از این دوره مردم خود را وابسته به ملت و ولایت خود می‌دانستند. پس از فروریختن مرز کشورها و تبادل آزادانهٔ افکار، بسیاری از مردم نسبت به جهان بینی‌های خود مردد شدند. مشخصه بارز این دوره را می‌توان تردیدهای مذهبی، گسستگی فرهنگی و بدبینی دانست.
در حقیقت فلسفه هلنیسم چیز تازه‌ای نبود. در این دورهٔ ما شاهد سقراط، افلاطون یا ارسطوی جدیدی نیستیم، بلکه دیدگاه‌های این سه فیلسوف بزرگ آتن، اساس، الگو و منشأیی برای چندین جریان فلسفی متفاوت از یکدیگر شد.
در دورهٔ هلنیسم علم نیز تحت تأثیر آمیزش فرهنگ‌های مختلف قرارگرفت. شهر اسکندریه در مصر نقش مهمی در تبادل افکار میان شرق و غرب ایفا می‌کرد. در حالی که آتن با مکاتب فلسفی به جا مانده از سقراط و افلاطون و ارسطو هم چنان مرکز فلسفه به‌شمار می‌رفت، اسکندریه هم مرکز علم شد. این شهر با کتابخانهٔ بزرگش کانون مطالعات ریاضی، نجوم، زیست‌شناسی و طب شده بود.
امروز نیز همانند آن روزگاران آمیزه‌ای از دین، فلسفه و دانش قدیم و جدید زمینه‌ای برای طرح جهان بینی‌های جدید است.
بخش بزرگ این «شناخت جدید» در اصل تفکرات قدیمی اند که ریشه در دورهٔ هلنیسم و قبل از آن داشت که توسط سقراط، افلاطون، ارسطو و فلاسفه قبل از آن‌ها مطرح شده بود. وجه مشترک همه فیلسوفان این عصر یافتن پاسخی برای این پرسش مهم بود که زندگی و مرگ برای انسان کدام است؟ به همین خاطر اخلاق مهم‌ترین بخش فلسفه این دورهٔ یا مهم‌ترین موضوع مورد توجه فیلسوفان این جامعهٔ بین‌المللی به حساب می‌آمد. پرسش اصلی این بود که خوشبختی واقعی در چیست و چگونه به دست می‌آید؟
برای یافتن پاسخ به آن دو پرسش مهم حداقل چهار مکتب فلسفی در این دوره مشخصت و برجسته تر از دیگران وارد معرکه شده بودند: کلبیان، رواقیون، اپیکوریان و نو افلاطونیان.
۱- کلبیان:
در حقیقت یک کردار سقراط باعث زایش این روش فلسفی شده‌است. بدین قرار که روزی سقراط در مقابل دوکانی ایستاد و به اجناس درون آن خیره شد و سپس گفت: «نگاه کنید، آتنی‌ها برای زندگی شان به چه چیزهایی نیاز دارند!» منظور سقراط از این بیان چه بود؟ در واقع سقراط می‌خواست به دیگران تفهیم کند که او به این چیزها احتیاجی ندارد.
این بیان و رفتار سقراط مبنای فلسفهٔ کلبی قرار گرفت. این فلسفه در حدود سال ۴۰۰ ق. م در آتن به وجود آمد و بنیان‌گذارش شخصی به نام آنتیستنس (Antisthenes) بود که از شاگردان سقراط به‌شمار می‌رفت.
کلبیان معتقد بودند که خوشبختی واقعی در ظواهری فریبنده چون تجملات، قدرت سیاسی یا سلامت نهفته نیست. این خوشبختی زمانی به دست می‌آید که انسان خود را از قید و بند تمامی آنچه اتفاقی و گذرا است رها سازد. چون خوشبختی واقعی وابسته به پدیده‌های موقتی و بی‌ثبات نیست، ممکن است برای همه وجود داشته باشد. خوشبختی واقعی وقتی به دست بیاید، دیگر از دست نمی‌رود.
معروف‌ترین کلبی دیوجانس(Diogens) نام داشت. او یکی از شاگردان آنتیستنس بود. گفته‌اند که او لباس پاره‌ای به تن می‌کرد، عصایی به دست می‌گرفت، توبره‌ای بر دوش داشت و در بشکه‌ای می‌خوابید. به این ترتیب گرفتن این خوشبختی از او زیاد هم ساده نبود! روزی اسکندر مقدونی به سراغ او آمد و از او خواست تا آرزویی کند و چیزی از وی بخواهد. دیوجانس از اسکندر خواسته بود که کنار برود و جلوی آفتاب را نگیرد. او از این طریق نشان داد که غنی تر و خوشبخت تر از فرمانروای بزرگ است، زیرا آنچه را می‌خواست، در اختیار داشت.
کلبیان معتقد بودن که انسان نباید نگران سلامتی اش باشد و حتی درد و مرگ هم نباید انسان را نگران کند. انسان نباید نگران رنج و درد دیگران باشد. این گروه از فیلسوفان را به همین خاطر «کلبی» می‌گفتند، زیرا زندگی شان بیشتر به زندگی سگ شباهت داشت.
۲- رواقیون:
کلبیان برای فلسفهٔ رواقی که حدود سال ۳۰۰ ق. م در آتن پدید آمد، اهمیت به سزایی داشتند. بنیان‌گذار فلسفه رواقی فیلسوفی به نام زنون(Zenon)(۳۳۳ پیش از میلاد تا۲۶۲ پیش از میلاد) از اهالی قبرس بود.
او پس از سانحه دریایی که به غرق شدن کشتی اش منجر شد، به آتن رفت و در آنجا سکنی گزید. زنون در زیر یک رواق برای شاگردانش صحبت می‌کرد و به همین خاطر آنان به رواقیون مشهور شدند. این دیدگاه بعدها در فرهنگ رومی اهمیت فراوانی یافت.
رواقیون هم مانند هراکلتیوس معتقد بودند که همهٔ انسان‌ها به یک اندازه از خرد- «لوگوس» – برخوردارند (لوگوس به مفهوم رواقی آن، نه تنها خاستگاه همه چیز، بلکه بنیاد قانونمندی رویدادهاست. در یک قانونمندی عمومی، نه تنها اشیاء، بلکه شناسندهٔ آن‌ها نیز مستتر است. به این ترتیب، ساختارهای تفکر مفهومی و واقعیت برهم منطبق‌اند؛ بنابراین، درک لوگوس به مثابه اصل یک نظم کیهانی، نه تنها کارکرد معرفت‌شناختی و متافیزیکی مهمی دارد، بلکه این آموزه فراتر از آن این امکان را نیز پدیدمی‌آورد که روندهای طبیعت هم علّی و هم غایت‌مندانه فهم شوند. آنجا که غایت‌ها تأثیرگذارند، اهدافی نیز وجود دارند که می‌بایست متحقق گردند و این به این معناست که طبیعت، مطابق درک غایت‌شناختی، نظمی هنجاری نیز به حساب می‌آید. خصلت هنجاری مفهوم رواقی طبیعت، بر شالودهٔ کارکرد آن در فلسفهٔ اخلاق استوار است که واجد خصلتی با حق طبیعی است)
به اعتقاد رواقیون انسان در مقابل جهان مانند «عالم صغیر» است در مقابل «عالم کبیر» و انعکاسی است از آن.
این دیدگاه سبب شد که رواقیون به نوعی حق همگانی یا به اصطلاح حق طبیعی اعتقاد بیابند. این حق طبیعی بر پایهٔ خرد انسان و کائنات استوار است و به همین خاطر در زمان و مکان تغییر نمی‌کند؛ بنابراین می‌توان گفت که رواقیون در کنار سقراط و در مقابل سوفیست‌ها قرار می‌گیرند.
حق طبیعی متعلق به تمام انسان هاست و حتی شامل بردگان هم می‌شود. رواقیون معتقد بودند که قوانین حاکم بر هر کشور چیزی جز تقلید ناقص از حق طبیعی نیست.
از آنجاییکه رواقیون انسان را انعکاسی از جهان می‌دانستند، بنابراین تفاوتی میان این دو قایل نبودند. آن‌ها به همین ترتیب، میان «روح» و «جسم» نیز تمایزی نمی‌دیدند، زیرا معتقد بودند که طبیعت فقط یکی است. این دیدگاه در فلسفه یگانگی نامیده می‌شود تا تقابل آن با دیدگاه افلاطون که معتقد به دوگانگی واقعیات بود، معلوم شود.
رواقیون فرزندان خلف زمانه‌شان بودند، دنیا را سرمین خود می‌دانستند و به همین خاطر ذهنی بازتر از کلبیان هم عصر خود داشتند. آن‌ها به اجتماع انسان‌ها توجه می‌کردند، به سیاست اهمیت می‌داند و حتی بعضی از آن‌ها از جمله قیصر مارکو آورلیوس(Marcus Aurelius)(۱۲۱ تا ۱۸۰ م) به مقام‌های بالای کشوری رسیدند. رواقیون به ویژه سیسرون(Cicero) خطیب، فیلسوف و سیاستمدار پیرو این مکتب، سعی داشتند تا فرهنگ و فلسفهٔ یونانی را در امپراتوری روم گسترش دهند. سیسرون(۱۰۶تا ۴۳ق. م) مفهوم انسان مداری(Humanismus) را به صورت نوعی جهان بینی مطرح کرد، که هستهٔ مرکزی آن انسان بود. چند سال بعد، رواقی دیگری به نام سنکا()(۴ق. م تا ۶۵م) در نوشته‌هایش این جمله را آورد که انسان به خاطر وجود انسان هاست که آرامش می‌یابد. این عبارت شعاری شد برای مکتب انسان مداری ای که قرن‌ها بعد به وجود آمد.
علاوه بر این رواقیون معتقد بودند که تمامی فرایندهای طبیعی مثلاً بیماری و مرگ تابع قوانین تغییرناپذیر طبیعت‌اند. انسان باید سرنوشت خود را بپذیرد، زیرا هیچ رویدادی تصادفی نیست. هر اتفاقی بنا به ضرورتی رُخ می‌دهد و مشکل می‌توان فهمید که ضرورت هر رویدادی چیست. انسان باید در مقابل بزرگ‌ترین خوشبختی‌هایی که نصیبش می‌شود آرام و متین باشد. این دیدگاه رواقیون بی شباهت به نظر کلبیان نیست. برای آنان هم هیچ رویدادی چه خوب و چه بد اهمیتی نداشت. حتی امروزه هم اصطلاح «آرامش رواقی» در مورد افرادی که نسبت به همه چیز بی‌توجه‌اند، به کار می‌رود.
اپیکوریان:
در بحث‌های گذشته متوجه شدیم که یکی از مسایلی که سقراط در تلاش دانستن آن بود، فهم این مسئله بود که انسان چگونه می‌تواند به زندگی خوب دست یابد. همچنان ما از دیدگاهٔ روافیون و کلبیان در زمینه آگاه شدیم. رواقیون و کلبیان فرار انسان از تجملات مادی را پاسخ آن پرسش و راه رسیدن به زندگی خوب می‌دانستند.
آریستیپوس(Aristippos) شاگرد دیگر سقراط برخلاف رواقیون و کلبیان، زندگی یا زندگی کردن خوب را در لذت‌های دنیوی می‌دید. به باور آریستیپوس نهایت بدی زندگی در درد و رنج نهفته‌است و نهایت خوبی زندگی در خوشی و لذت بردن از آن. فرق دیدگاه آریستیپوس با رواقیون و کلبیان در این بودکه رواقیون آرزو و تلاش داشتند تا درد و رنج را از انسان دور سازند. اما آریستیپوس به دنبال روشی در زندگی بود که بتواند درد و رنج انسان را از بین ببرد.
اپیکور(Epikur)(۳۴۱تا۲۷۰ ق. م) مدرسهٔ فلسفه‌ای به نام خود در حدود سال ۳۰۰ ق. م. در آتن تأسیس کرد. او دیدگاه آریستیپوس را گسترش داده و با نظریهٔ و دیدگاه اتمی دموکریتوس در هم آمیخت.
«ای غریبه، اینجا به تو خوش خواهد گذشت، زیرا در اینجا خوشی والاترین نیکی هاست.» این جمله بر سر در باغی آویخته شده بود که اپیکوریان معمولاً در آن اجتماع و تبادل افکار می‌کردند.
اپیکور اعتقاد داشت که در کنار هر خوشی نا خوشی و عوارضی هم وجود دارد. مثلاً شکر با همه خوبی اش، اضافه مصرف آن انسان را به مرض شکر مبتلا می‌سازد.
اپیکور به دونوع خوشی باور داشت خوشی‌های کوتاه مدت و خوشی‌های دراز مدت. او می‌خواست خوشی‌های کوتاه مدت را با خوشی‌های دراز مدت و دایمی مقایسه کند. مثلاً خریدن و خوردن شیرینی و شکلات یک خوشی کوتاه مدت است، اگر برای یکسال تمام شکلات نخری و پول آن را ذخیره کرده برای خود یک بایسیکل (دوچرخه) بخری یا با آن پول سفر کنی لذت آن بیشتر و خوشی آن دراز مدت تر است. او معتقد بود که انسان بر خلاف حیوانات قادر به برنامه‌ریزی است. انسان می‌تواند برای خوشی‌هایش تصمیم بگیرد.
اپیکور بر این باور تأکید داشت که «خوشی» الزاماً با لذت جسمانی، مثلاً خوردن شکلات یکسان نیست. دوستی و تماشای اثر هنری هم می‌تواند به خوشی منجر شود. دیدگاه یونان باستان که عفت و اعتدال و وقار را پایهٔ زندگی خوش می‌دانست، یکی از شرایطی بود که اپیکور برای زندگی خوش در نظر می‌گرفت. او معتقد بود برای بدست آوردن آرامش روحی و غلبه بر درد و رنج، انسان باید جلو تمایلات جسمانی و نفسانی را درست داشته باشد.
ما قبلاً گفتیم که دموکرایتوس معتقد بود که زندگی پس از مرگ وجود ندارد، زیرا با مردن انسان، اتم‌های روح از هم گسسته می‌شوند. اپیکور برای مقابله با مذهب و خرافات از دیدگاه اتمی دموکرایتوس استفاده می‌کرد. او معتقد بود که برای دستیابی به زندگی خوب باید ترس از مرگ را کنار گذاشت. اپیکور می‌گفت که «چرا باید از مرگ هراسید؟ تا وقتی ما وجود داریم، مرگ وجود ندارد و وقتی مرگ به سراغمان بیاید دیگر ما وجود نخواهیم داشت.»
فلسفه متافیزیک اپیکور که در واقع مقدمه‌ای برای اثبات وجود اتم‌ها و خلأ می‌باشد از دو نقطه زیر شروع می‌شود:
1. ما اجسام در حال حرکت را مشاهده می‌کنیم
2. چیزی از نیستی پا به هستی نمی‌گذارد.

"به نظر اپیکور مسئول ذهن و روان و فکر آدمی (mind) اندامی در بدن (brain) اوست و طبیعتاً امری است کاملاً مادی و قابل توجیه با نظریه اتمی که مسلماً مرگ و نابودی هم دارد.
اپیکور در شناخت شناسی کاملاً تجربه گرا و غیرشک گراست. او معتقد است که تمام اطلاعات و معلومات ما از طریق حواس به دست می‌آیند و در صورت استفاده درست، داده‌های حسی قابل اعتماد می‌باشند. به نظر او ذهن ما در عین حالی که فرایندی مادی است اصول و پیش فرض‌هایی برای استدلال و استنتاج هم دارد که خود اینها نتایج تجارب تکرار شده انسان است.
اپیکور بر ضد شک گرایی این چنین استدلال می‌کند:
اگر شخصی کاملاً شک گرا باشد هیچ تصمیمی در زندگی نمی‌تواند بگیرد و این چنین شخصی محکوم است به سکون و مرگ.
اگر از کسی که معتقد است هیچ چیز را نمی‌توان شناخت سؤال کنیم که آیا او می‌داند هیچ چیز را نمی‌توان شناخت؟ او با هر پاسخی دچار تناقض بزرگی در گفتارش خواهد شد. زیرا با پاسخ منفی روشن است که اعتقاد اولیه خود را نقض کرده و درصورتی که جواب او مثبت باشد به این مطلب معترف شده‌است که جواب این سؤال را می‌داند و شناخته‌است که باز هم ناقض گزاره هیچ چیز را نمی‌توان شناخت است.
اگر شخص شک گرا بگوید چیزی نمی‌تواند شناخته شود یا واقعیت را نمی‌توانیم تشخیص دهیم می‌توانیم به او چنین اعتراض کنیم که اطلاعاتش را دربارهٔ مفاهیمی نظیر دانش و واقعیت و غیره چگونه کسب کرده‌است؟ اگر کاملاً به حواس بی‌اعتماد باشیم قادر به کار بردن مفاهیمی که از طریق حواس به دست می‌آیند نیز نخواهیم بود."
اپیکور فلسفه خود را در چهار جمله خلاصه می‌کند و آن را تعلیمات چهارگانه می‌نامد:
- از خدایان نباید ترسید.
- مرگ را نمی‌توان حس کرد.
- هرچه را خوب است، می‌توان به دست آورد.
- آنچه را که موجب ترس ماست می‌توان بر طرف ساخت.

اپیکوریان برخلاف رواقیون به سیاست و اجتماع اهمیت چندان نمی‌دادند. شعار اپیکور" زندگی دور از جنجال" بود.
اپیکوریان پس از اپیکور، تنها به لذت‌های نفسانی توجه کردند. شعار آنان به "دم غنیمت است!" مبدل شد. در عصر ما هم به آندسته از آدم‌ها که دم را غنیمت می‌شمارند، "اپیکوری" می‌گویند.
نو افلاطونیان:
دیدگاه‌های رواقیون، کلبیان و اپیکوریان بر بنیاد نظرات سقراط بنا یافته بود؛ و حتی به نظریات، باورها و دیدگاه‌های دموکرایتوس و هراکلیتوس هم مراجعه و پیوند داشتند؛ ولی در این میان مهم‌ترین جریان تفکر فلسفی با پیروی از دیدگاه‌های افلاطون به وجود آمد. این جریان فلسفی را به همین دلیل نو افلاطونی می‌نامند.
فلوطین(Plotin) (ح. ۲۰۵تا۲۷۰م) مهم‌ترین فیلسوف نوافلاطونی است. او در اسکندریه شهری که قرن‌های متمادی محل تلاقی و برخورد فلسفهٔ یونانی و عرفان شرقی بود، به تحصیل فلسفه پرداخته و سپس به روم رفت. فلوطین دیدگاهی با خود به روم برد که به رقیبی جدی برای آنچه امروزه مسیحیت نامیده می‌شود، مبدل ش۶د؛ البته دیدگاه نوافلاطونی بر مسیحیت تأثیر فراوانی گذاشته‌است.
فلسفه نو افلاطون در عین اختلافات بنیادی که با فلسفه باستان دارد، یک سری شباهت هائی هم با آن دارد که از آن جمله می‌تواند به شباهت زیر اشاره نمود و آن این است که فلوطین فلسفه خود را به زبان یونانی می‌نویسد و برای تشریح آن از مفاهیم و اصطلاحات یونانی استفاده می‌کند برخلاف فلسفه مسیحی که در عین حال که از مفاهیم یونانی سود می‌جوید، مفاهیم دیگری را نیز به میان می‌آورد که هیچگونه شباهتی با مفاهیم فلسفی یونانی ندارد.
علاوه براین، فلسفه فلوطین متکی به عقل و استدلال است و تعبد وایمان و معتقدات جزمی و استناد به مقام مافوق عقل در آن راه ندارد. در حالی که فلسفه مسیحی نمی‌تواند از آن چشم بپوشد.
فلوطین توانست در زمانی که فلسفه افلاطونی بخاطر ناتوانی اصحاب آکادمی از راه اصلی خود منحرف گردید، و سیمای حقیقی آن از یادها زدوده می‌شد، با مایه‌گیری از مفاهیم و مقولات فلسفه افلاطون، آن را دو باره در اذهان زنده کند و به صورت نظامی فراگیر، یکی از مهم‌ترین و اثر بخشترین نظام فکری جهان، درآورد و همة مکتب‌های دیگر را در حاشیه براند و لا اقل چهار صد سال بر آسمان علم و تمدن سایه گستر سازد بگونه‌ای که قرن‌ها در غرب و تا هنوز در جهان شرق، نتوانند آن را از فلسفه افلاطون تمیز دهند.
نظریه مُثُل افلاطون به تمایز میان جهان مُثُل و جهان محسوسات معتقد بود و بین روح و جسم هم تفاوتی قطعی قایل می‌شد. یعنی انسان موجود دو
بعدی یا انسان وجود دوگانه داشت: جسم و روح
جسم که به باور افلاطون بخشی از وجود انسان را تشکیل می‌داد که از خاک ساخته شده بود؛ درست مانند مابقی آنچه به جهان محسوسات مربوط می‌شد؛ و بخشی دیگر از وجود انسان را روح فنا ناپذیر تشکیل می‌داد. این دیدگاه پیش از افلاطون نیز در یونان مورد قبول بسیاری از مردم بود. فلوطین با نظری شبیه به این دیدگاه که در آسیا متداول بود، آشنایی کامل داشت.
فلوطین به دو قطبی بودن جهان اعتقاد داشت. به باور او در یک قطب نور خدایی قرار دارد. او آن را "احد" می‌نامد، البته بعضی اوقات در این مورد از اصطلاح خدا هم استفاده می‌کند. در قطب دیگر تاریکی مطلق چیره است و نور "احد" به آن نمی‌تابد. به اعتقاد فلوطین در آن تاریکی چیزی وجود ندارد. در آنجا فقط فقدان نور است و بس.
به اعتقاد فلوطین نوری که از "احد" به تاریکی می‌تابد، همان روح است، در حالی که ماده تاریکی است و وجود واقعی ندارد. هر صورتی در طبیعت دارای انعکاسی خفیف از نور "احد "است.
فلوطین ادعا می‌کرد چند بار در طول زندگی اش احساس کرده که روحش با خداوند در هم آمیخته‌است. معمولاً این دیدگاه را عرفان می‌نامند.

## فهرست فیلسوفان
زنان و مردان فیلسوف دوره باستان
- تالس ملطی
- آناکسیماندروس ملطی
- آناکسیمنس ملطی
- فیثاغورس
- ته آنو (فیثاغورسی) و دخترانش می‌یا، آریگنوت و دامو[۲]
- آپولونیوس (نوفیثاغورسی بود)[۲]
- اودسی[۲]
- جولیا دومنا[۲]
- آتناسیس[۲]
- كسِنوفانِس
- زنون ایلیایی
- دموکریتوس
- سقراط
- زنوفون
- افلاطون
- دیوگِنِس (دیوژن)
- ارسطو
- اپیکور
- لئونیتوم (اپیکوری بود)[۲]
- تمیستا (اپیکوری بود)[۲]
- پورسیا (رواقی بود)[۲]
- هیپارخیا (کلبی بود)[۲]
- هراکلیتوس
- هیپاتیا (نوافلاطونی بود)[۲]
- کلئوبولین[۲]
- آسپاسیا[۲]